# 日本の火葬場一覧
日本の火葬場一覧（にほんのかそうばいちらん）は、日本全国の火葬場（斎場）の一覧である。

## 北海道

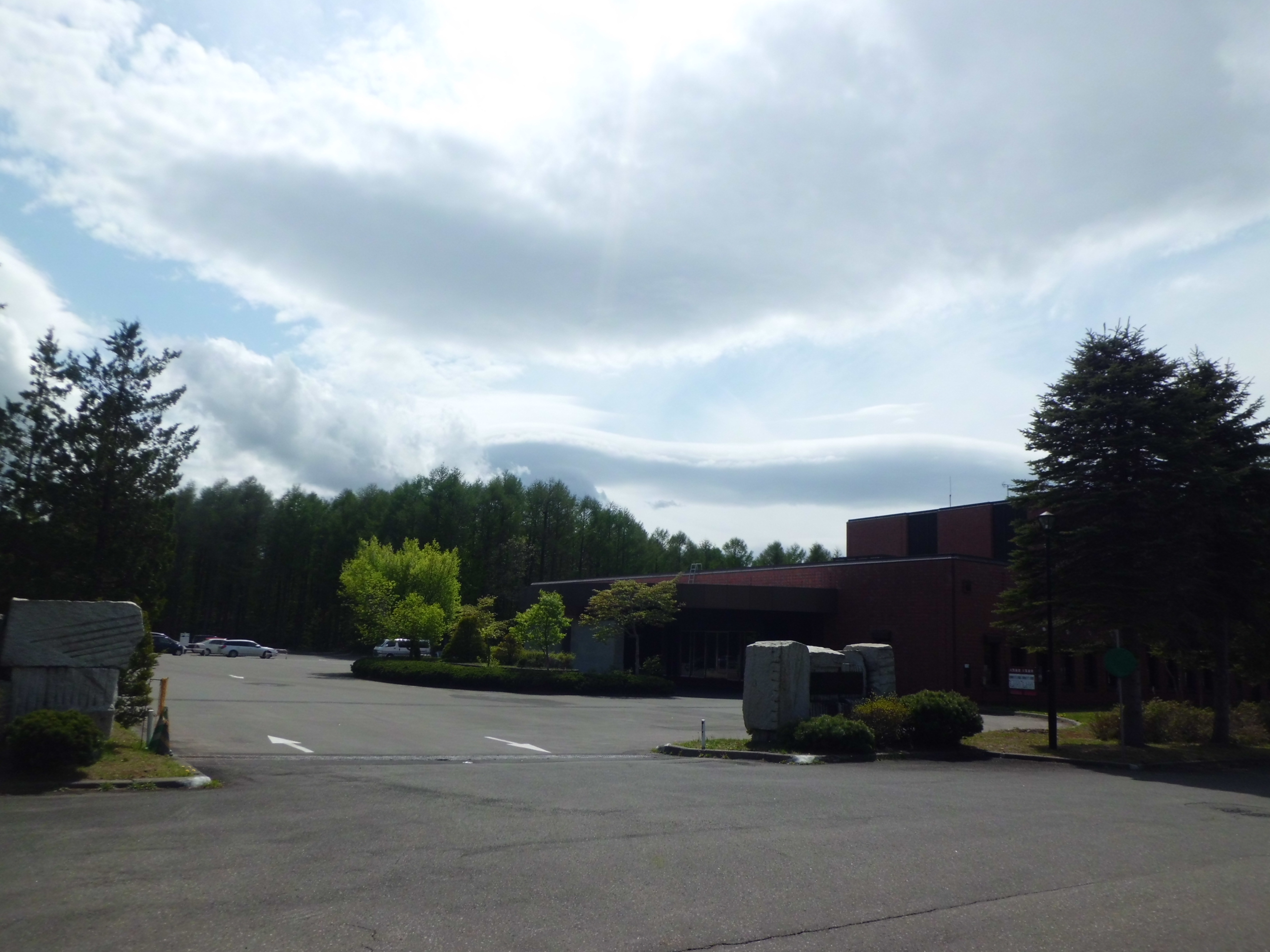
札幌市里塚斎場 - 札幌市
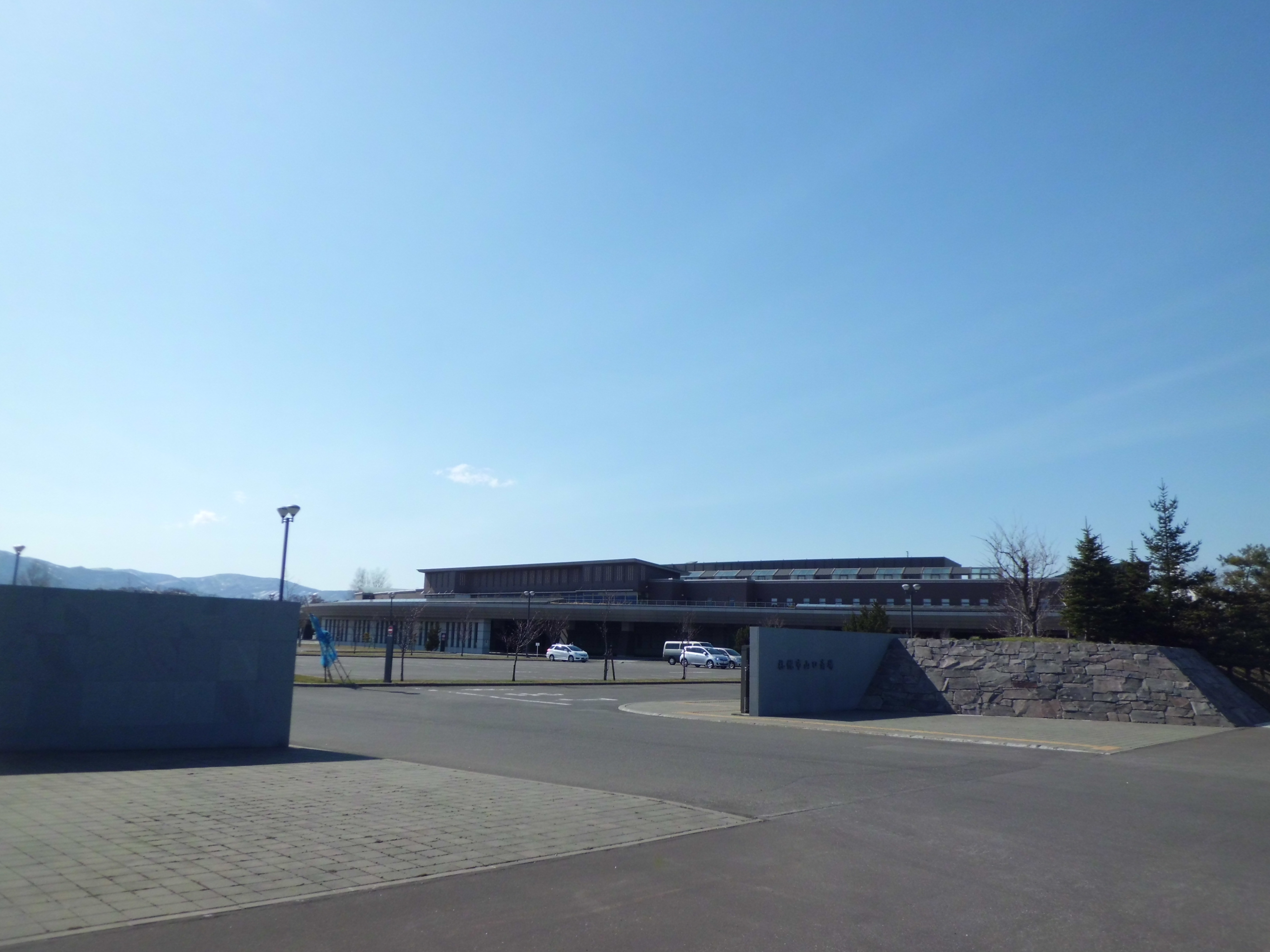
札幌市山口斎場 - 札幌市
- 小樽市葬斎場 - 小樽市
- 函館市斎場 - 函館市
- 函館市戸井斎場 - 函館市
- 函館市椴法華斎場 - 函館市
- 函館市南茅部斎場 - 函館市
- 旭川聖苑 - 旭川市役所
- 蒼香苑 - 根室市役所
- 恵庭市火葬場　恵浄殿 - 恵庭市役所
- 千歳市葬斎場 - 千歳市役所
- 北広島市葬斎場 - 北広島市役所
- 芦別市斎場 - 芦別市
- 滝の川斎苑 - 中空知衛生施設組合
- 吉野斎苑 - 砂川地区保健衛生組合
- 奈井江町葬斎場 - 奈井江町
- 狩場葬苑 - せたな町
- 大成火葬場 - せたな町
- やすらぎ苑今金町葬斎場 - 今金町
- 長万部町葬斎場 - 長万部町
- 八雲町熊石火葬場 - 八雲町
- 八雲町斎場 - 八雲町
- 平取町斎場 - 平取町役場
- 日高町立日高葬斎場 - 日高町役場
- 日高町立門別葬斎場 - 日高町役場
- 新冠町霊葬場 - 新冠町役場
- 静内葬苑 - 新ひだか町役場
- 三石葬斎場 - 新ひだか町役場
- 南部檜山葬斎場 - 南部檜山衛生処理組合
- 上ノ国町葬斎場 - 上ノ国町
- 奥尻町総合葬斎場 - 奥尻町
- 厚真葬苑 - 厚真町
- 白老葬苑 - 白老町
- 安平町早来斎場 - 安平町役場
- 安平町追分斎場 - 安平町役場
- 苫小牧市高丘霊葬場 - 苫小牧市役所
- 鵡川斎場 - むかわ町
- 穂別斎場 - むかわ町
- 岩内町霊苑 - 岩内町役場
- 神恵内村火葬場 - 神恵内村役場
- 共和町斎場 - 共和町役場
- とまり葬祭場 - 泊村
- やすらぎ苑 - 北見市役所
- 常呂町斎場 - 北見市役所
- 留辺蘂町葬斎場 - 北見市役所
- 望岳苑斎場 - 美幌・津別広域事務組合
- 訓子府町葬斎場 - 訓子府町
- 置戸町葬斎場 - 置戸町
- 島牧村葬斎場 - 島牧村
- 寿都町葬斎場 - 寿都町
- 黒松内町葬斎場 - 黒松内町
- 蘭越町斎場 - 蘭越町役場
- ニセコ町火葬場 - ニセコ町役場
- 留寿都村火葬場 - 留寿都村
- 喜茂別町火葬場 - 喜茂別町
- 京極町火葬場 - 京極町
- 倶知安斎場 - 倶知安町役場
- 積丹町葬斎場 - 積丹町
- 古平町営火葬場 - 古平町
- 仁木町火葬場 - 仁木町
- 余市町営斎場 - 余市町役場
- 赤井川村火葬場 - 赤井川村
- 南富良野町斎場 - 南富良野町役場
- 占冠村火葬場 - 占冠村役場
- 富良野市火葬場 - 富良野市
- 西山火葬場 - 中富良野町役場
- 上富良野町葬斎場 - 上富良野町
- ましけ葬苑 - 増毛町役場
- やすらぎ聖苑 - 留萌南部衛生組合
- 苫前町葬斎場 - 苫前町役場
- 羽幌葬斎場 - 羽幌町役場
- 天売火葬場 - 羽幌町役場
- 焼尻火葬場 - 羽幌町役場
- 初山別村総合葬斎場 - 初山別村役場
- 遠別町火葬場 - 遠別町役場
- 天塩火葬場 - 天塩町役場
- 幌延町斎場 - 幌延町役場
- 高野斎苑 - 松前町役場
- 安養苑 - 福島町役場
- 木古内町火葬場安行苑 - 木古内町役場
- 北斗市火葬場 - 北斗市
- 北斗市永遠の森火葬場 - 北斗市
- ななえ斎苑 - 七飯町
- 鹿部町斎場　鹿聖苑 - 鹿部町役場
- 森町葬苑 - 森町
- さわら斎場 - 森町
- 新得町葬斎場 - 新得町役場
- 浦幌町葬斎場 - 浦幌町
- 清水町葬斎場 - 清水町役場
- 池田町葬斎場 - 池田町役場
- 中札内村火葬場 - 中札内村役場
- 足寄火葬場 - 足寄町役場
- 大樹忠類火葬場 - 南十勝複合事務組合
- 本別火葬場 - 本別町役場
- 士幌聖苑 - 士幌町役場
- 広尾町葬斎場 - 広尾町役場
- 幕別町葬斎場 - 幕別町役場
- 芽室町斎場 - 芽室町役場
- 音更町営火葬場 - 音更町役場
- 鹿追町葬斎場 - 鹿追町
- 更別村火葬場 - 更別村
- 豊頃町葬斎場 - 豊頃町
- 陸別火葬場 - 陸別町役場
- 上士幌町葬斎場 - 上士幌町
- 帯広市帯広火葬場 - 帯広市
- 室蘭市神代火葬場 - 室蘭市役所
- 登別市葬斎場 - 登別市役所
- 虻田火葬場 - 洞爺湖町役場
- 洞爺火葬場 - 洞爺湖町役場
- 豊浦町営火葬場 - 豊浦町役場
- 伊達市火葬場 - 伊達市役所
- 伊達市大滝火葬場 - 伊達市役所
- 壮瞥町火葬場 - 壮瞥町役場
- 北空知葬斎場 - 北空知葬斎組合
- 沼田火葬場 - 沼田町役場
- 幌加内葬斎場 - 幌加内町役場
- 江別市葬斎場 - 江別市役所
- 石狩斎場 - 石狩市役所
- 厚田斎場 - 石狩市役所
- みどりヶ丘葬苑 - 当別町役場
- 紋別葬苑 - 紋別市
- 滝上火葬場 - 滝上町役場
- 興部町火葬場 - 興部町
- 西興部村葬斎場 - 西興部村
- 雄武斎場 - 雄武町役場
- 六郷聖苑 - 遠軽町
- 白滝聖苑 - 遠軽町
- 湧別町葬斎場 - 湧別町役場
- 上湧別町斎場 - 上湧別町
- サロマ斎場 - 佐呂間町役場
- 浦河町葬斎場 - 浦河町
- 様似町葬斎場 - 様似町
- えりも町斎場 - えりも町
- 豊富火葬場 - 豊富町
- 猿払村火葬場 - 猿払村
- 浜頓別町営浜頓別火葬場 - 浜頓別町
- 中頓別火葬場 - 中頓別町
- 枝幸町やすらぎ聖苑 - 枝幸町
- 礼文町葬斎場 - 礼文町
- 利尻聖苑 - 利尻町
- 鴛泊葬苑 - 利尻富士町
- 鬼脇葬苑 - 利尻富士町
- 稚内聖苑 - 稚内市役所
- 白樺斎場 - 中標津町外2町葬斎組合
- 別海斎場 - 中標津町外2町葬斎組合
- 羅臼町葬斎場 - 羅臼町
- 釧路市昇雲台斎場 - 釧路市役所
- 釧路市阿寒町斎場 - 釧路市役所
- 釧路市望洋苑斎場 - 釧路市役所
- 厚岸町斎場 - 厚岸町役場
- 浜中町斎場 - 浜中町
- 富士見台火葬場 - 標茶町
- 弟子屈町斎場 - 弟子屈町
- 鶴居村葬斎場 - 鶴居村
- 白糠斎場 - 白糠町
- 天塩川清流苑 - 士別市役所
- 名風聖苑 - 名寄市
- 和寒町葬斎場 - 和寒町
- 剣淵町斎場 - 剣淵町
- 朝日町火葬場 - 士別市役所
- 下川町火葬場 - 下川町役場
- びふか葬苑 - 美深町
- 音威子府村葬祭場 - 音威子府村役場
- 中川町火葬場 - 中川町
- 愛別町火葬場 - 愛別町役場
- 比布町営火葬場 - 比布町役場
- 上川町立火葬場 - 上川町
- 大雪葬斎場 - 大雪葬斎組合
- 当麻町葬斎場 - 当麻町役場
- 伏古斎苑 - 南空知葬斎組合
- 篠津山火葬場 - 月形町
- 美唄斎苑 - 美唄市
- 浄安殿 - 岩見沢市
- 三笠市清住火葬場 - 三笠市
- 夕張市葬斎苑 - 夕張市役所
- 網走市八坂火葬場 - 網走市
- オホーツク斎場 - 斜里町
- 清里町葬斎場 - 清里町役場
- 小清水町葬斎場 - 小清水町
- 大空町葬斎場 - 大空町

- 札幌市里塚斎場
- 札幌市山口斎場

## 青森県
- 青森市斎場 - 青森市役所
- 青森市浪岡斎園 - 青森市役所
- 弘前市斎場 - 弘前市役所
- 八戸市斎場 - 八戸市役所
- 姥懐霊園火葬場 - 黒石市役所
- 五所川原市葬斎苑 - 五所川原市役所
- 五所川原市金木斎場 - 五所川原市役所
- 五所川原市市浦露草斎苑 - 五所川原市役所
- 十和田地域広域斎苑 - 十和田地域広域事務組合
- 三沢市火葬場 - 三沢市役所
- むつ市斎場 - むつ市役所
- むつ市川内斎場 - むつ市役所
- むつ市大畑斎場 - むつ市役所
- むつ市脇野沢斎場 - むつ市役所
- つがる市斎場 - つがる市役所
- つがる市車力斎場 - つがる市役所
- 平川市やすらぎ聖苑 - 平川市役所
- 平川市碇ヶ関斎場 - 平川市役所
- 平内町斎場　つきのき聖苑 - 平内町役場
- 蟹田地区斎場 - 青森地域広域事務組合
- 今別地区斎場（てんしょう苑） - 青森地域広域事務組合
- 鯵ヶ沢町斎場 - 鯵ヶ沢町役場
- ふかうら斎苑 - 深浦町役場
- 大戸瀬斎場 - 深浦町役場
- 岩崎斎場　福寿苑 - 深浦町役場
- 藤崎町斎場 - 藤崎町役場
- 大鰐町斎場　鶯郷苑 - 大鰐町役場
- 板柳町斎場 - 板柳町役場
- 鶴田町火葬場 - 鶴田町役場
- 中泊町中里斎場 - 中泊町役場
- 中泊町小泊斎場 - 中泊町役場
- 野辺地地区斎場 - 北部上北広域事務組合
- 公立中部上北斎場 - 中部上北広域事業組合
- 大間町斎場 - 大間町役場
- 東通村斎場 - 東通村役場
- 風間浦村営火葬場 - 風間浦村役場
- 佐井村斎場　蓮精苑 - 佐井村役場
- 三戸地区環境整備事務組合葬祭場 - 三戸地区環境整備事務組合
- 五戸町斎場 - 五戸町役場

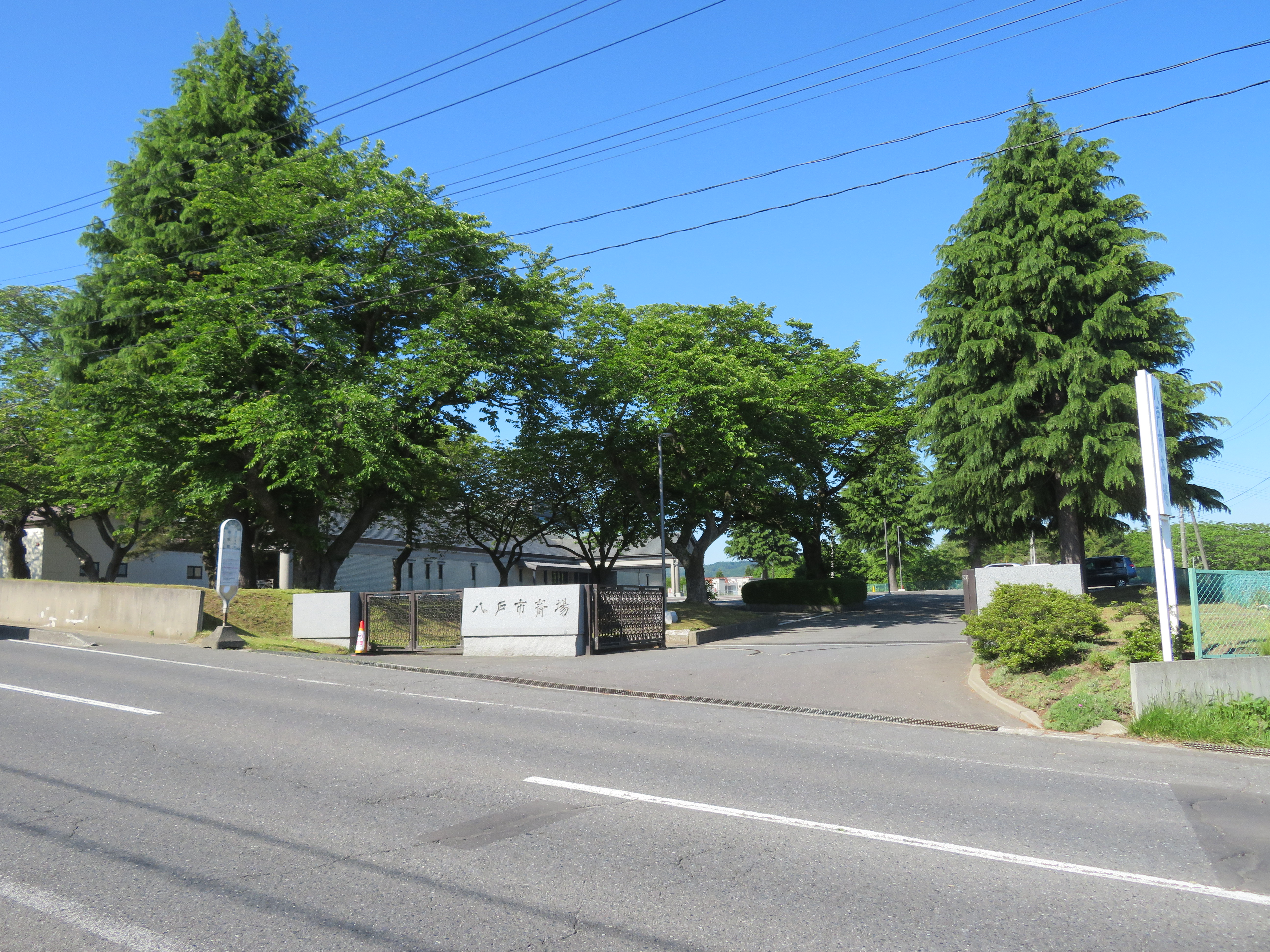
八戸市斎場

## 岩手県
- 盛岡市斎場やすらぎの丘 - 盛岡市

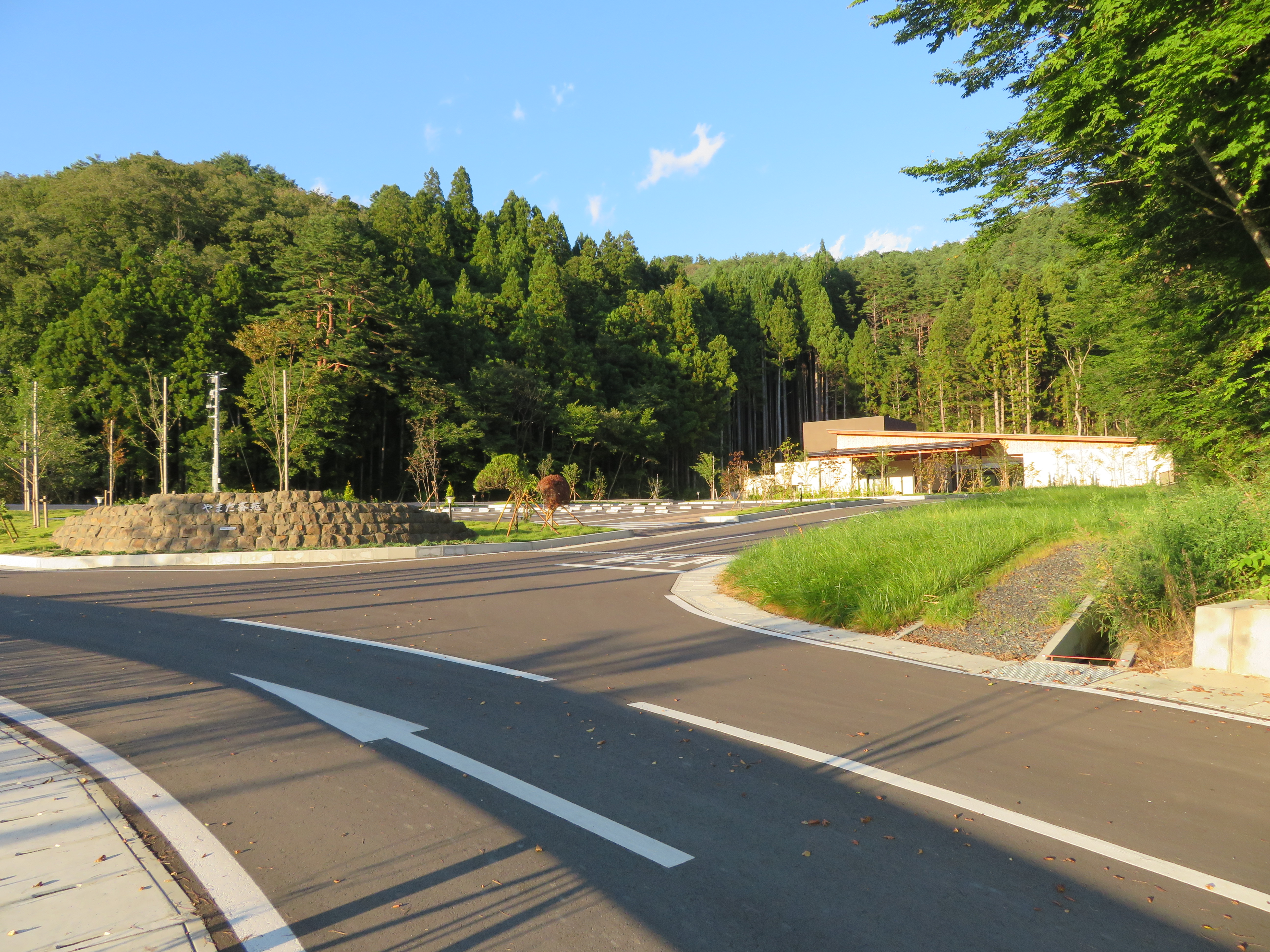
みやこ斎苑 - 宮古市役所
- 宮古市川井火葬場 - 宮古市役所
- 常安寺火葬場 - 宮古市 (宗)常安寺
- おおふなと斎苑 - 大船渡市
- 浄霊苑 - 大船渡市
- 胆江地区広域火葬場さくらぎ苑 - 胆江地区広域行政組合
- しみず斎園 - 北上地区広域行政組合
- 久慈地区斎場 - 久慈広域連合
- 遠野市斎場 - 遠野市役所
- 釣山斎苑 - 一関地区広域行政組合
- 千厩斎苑 - 一関地区広域行政組合
- 陸前高田斎苑 - 陸前高田市
- 釜石斎場 - 釜石市
- 斎場にのへ - 二戸市役所
- 雫石町火葬場 - 雫石町役場
- くずまき斎苑 - 岩手県葛巻町
- 岩手・玉山斎場「浄霊苑」 - 岩手・玉山環境組合
- 八幡平市斎場 - 八幡平市役所
- 紫波斎苑かたくりの丘 - 紫波町役場
- 矢巾斎苑 - 矢巾町
- 花巻市営火葬場大迫斎場 - 花巻市
- 花巻市営火葬場石鳥谷斎場 - 花巻市
- 花巻市営火葬場東和斎場 - 花巻市
- 川尻斎苑 - 西和賀町
- 大槌町火葬場 - 大槌町役場
- やまだ斎苑 - 山田町役場
- 岩泉斎場 - 岩泉町役場
- 軽米町火葬場 - 軽米町役場
- 九戸村火葬場 - 九戸村
- 一戸町火葬場 - 一戸町役場

- やまだ斎苑

## 宮城県
- 仙台市葛岡斎場 - 仙台市
- 仙南地域広域行政事務組合白石斎苑 - 仙南地域広域行政事務組合
- 仙南地域広域行政事務組合七ヶ宿斎苑 - 仙南地域広域行政事務組合
- 仙南地域広域行政事務組合あぶくま斎苑 - 仙南地域広域行政事務組合
- 仙南地域広域行政事務組合柴田斎苑 - 仙南地域広域行政事務組合
- 仙南地域広域行政事務組合川崎斎苑 - 仙南地域広域行政事務組合
- 名取市斎場 - 名取市役所
- 岩沼市斎場 - 岩沼市役所
- 亘理葬祭場 - 亘理地区行政事務組合
- 塩竈斎場 - 塩竈市
- 黒川浄斎場 - 黒川地域行政事務組合
- 大崎広域古川斎場 - 大崎地域広域行政事務組合
- 大崎広域加美斎場 - 大崎地域広域行政事務組合
- 大崎広域松山斎場 - 大崎地域広域行政事務組合
- 大崎広域玉造斎場 - 大崎地域広域行政事務組合
- 大崎広域涌谷斎場 - 大崎地域広域行政事務組合
- くりはら斎苑 - 栗原市役所
- 登米市斎場 - 登米市役所
- 石巻市石巻斎場 - 石巻市
- 石巻市雄勝斎場 - 石巻市
- 石巻市牡鹿斎場 - 石巻市
- 東松島市火葬場 - 東松島市役所
- 女川町火葬場 - 女川町
- 南さんりく斎苑 - 南三陸町
- 気仙沼市斎場 - 気仙沼市役所
- 気仙沼市唐桑斎場 - 気仙沼市役所
- 気仙沼市本吉斎場 - 気仙沼市役所

## 秋田県
- 秋田市斎場 - 秋田市役所
- 鹿角斎場 - 鹿角広域行政組合
- 大館市斎場 - 大館市役所
- 北秋田市鷹巣斎場 - 北秋田市役所
- 北秋田市阿仁斎場 - 北秋田市役所
- 清幸苑 - 北秋田市上小阿仁村生活環境施設組合
- 能代市斎場 - 能代市役所
- 三種町斎場清華苑 - 三種町役場
- 風華苑 - 藤里町役場
- 五城目町斎場 - 五城目町役場
- 湖東地区斎場 - 湖東地区行政一部事務組合
- 男鹿市斎場 - 男鹿市役所
- 由利本荘市水林斎場 - 由利本荘市役所
- 由利本荘市矢島斎場 - 由利本荘市役所
- 由利本荘市東由利斎場「やすらぎ苑」 - 由利本荘市役所
- 由利本荘市鳥海斎場「やすらぎ苑」 - 由利本荘市役所
- 由利本荘市由利斎場「安清苑」 - 由利本荘市役所
- にかほ市斎場青松苑 - にかほ市役所
- にかほ市象潟斎場 - にかほ市役所
- 大曲仙北広域市町村圏組合中央斎場 - 大曲仙北広域市町村圏組合
- 大曲仙北広域市町村圏組合南部斎場 - 大曲仙北広域市町村圏組合
- 大曲仙北広域市町村圏組合北部斎場 - 大曲仙北広域市町村圏組合
- 仙北市田沢湖斎場 - 仙北市役所
- 横手市東部斎場 - 横手市役所
- 横手市南部斎場 - 横手市役所
- 横手市西部斎場 - 横手市役所
- 湯沢火葬場 - 湯沢雄勝広域市町村圏組合

## 山形県

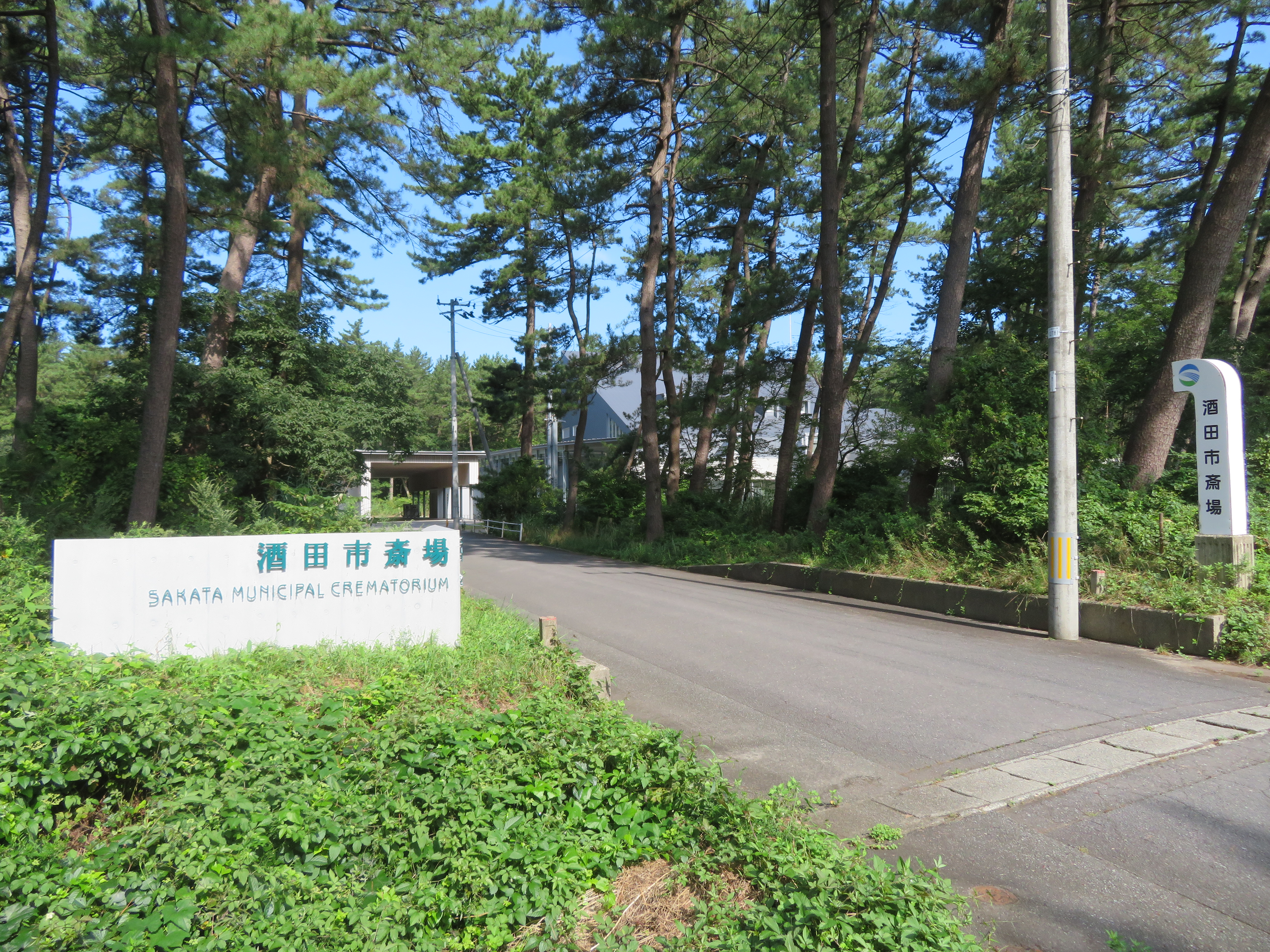
山形市斎場 - 山形市（山辺町も使用）
- 米沢市斎場 - 米沢市
- 鶴岡市鶴岡斎場 - 鶴岡市
- 鶴岡市藤島斎場 - 鶴岡市
- 酒田市斎場 - 酒田市
- 酒田市八幡斎場 - 酒田市
- 酒田市飛島斎場 - 酒田市
- 新庄・最上さくらが丘斎苑 - 新庄市、最上町
- 寒河江地区斎場 - 西村山広域行政事務組合（寒河江市、大江町、朝日町、西川町　※同組合に属する河北町を除く）
- 上山市経塚斎場 - 上山市
- 長井市緑が丘斎場 - 長井市（飯豊町も使用）
- 天童市斎場 - 天童市
- 白菊苑 - 尾花沢市大石田町環境衛生事業組合（尾花沢市、大石田町）
- 中山町斎場 - 中山町
- 河北町ほか2市広域斎場妙光苑 - 河北町ほか２市広域斎場事務組合（河北町、村山市、東根市）
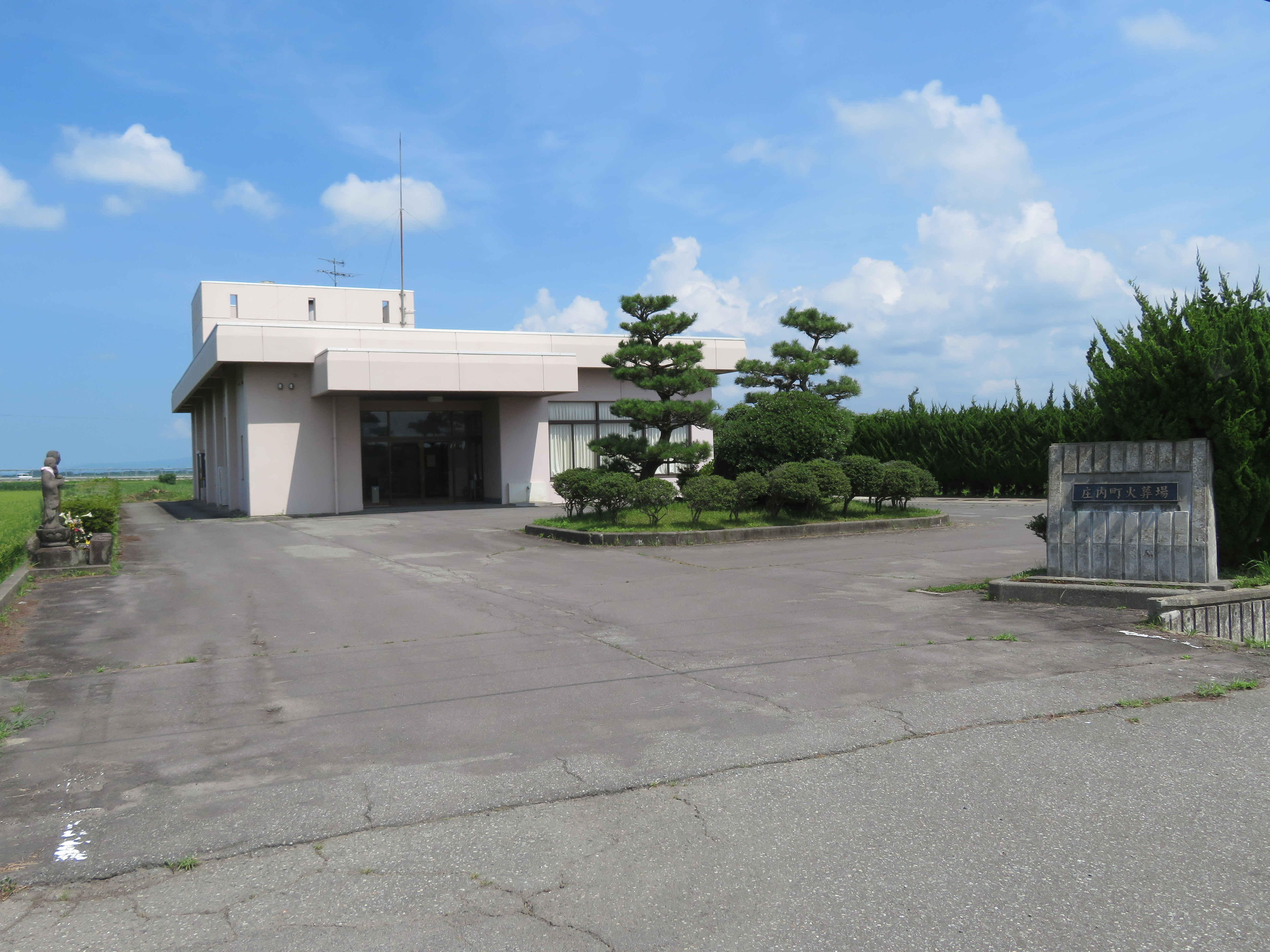
金山町火葬場 - 金山町
- 真室川町斎場 - 真室川町
- 舟形町大蔵村共立うど山斎場 - 舟形町、大蔵村（２町村共立）
- 戸沢村斎場 - 戸沢村
- 高畠町斎場 - 高畠町
- 川西町斎場 - 川西町
- 小国町斎場 - 小国町
- 白鷹町斎場 - 白鷹町
- 庄内町火葬場 - 庄内町
- 南陽市斎場しらぎく - 南陽市
- 遊佐町斎場 - 遊佐町

- 酒田市斎場
- 庄内町火葬場

## 福島県
- 郡山市東山悠苑 - 郡山市役所
- いわき市いわき清苑 - いわき市役所
- いわき市勿来火葬場 - いわき市役所
- 福島市斎場 - 福島市
- あだたら聖苑 - 安達地方広域行政組合
- 川俣町火葬場 - 川俣町
- 伊達市斎場 - 伊達市
- 伊達市桑折町国見町火葬場協議会火葬場 - 伊達市、桑折町、国見町
- 須賀川地方保健環境組合斎場 - 須賀川地方保健環境組合
- 田村市斎場 - 田村市
- いしかわ清苑 - 石川地方生活環境施設組合
- 小野町火葬場「おの悠苑」 - 小野町
- 白河斎場 - 白河市
- やぶき霊香苑 - 矢吹町泉崎村中島村白河市火葬場協議会
- 東白斎苑 - 東白衛生組合
- 会津若松市斎場 - 会津若松市
- 喜多方地方広域市町村圏組合斎場 - 喜多方地方広域市町村圏組合
- 会津西部斎苑 - 会津坂下町
- いなわしろ聖苑 - 猪苗代町
- 東部聖苑 - 田島下郷町衛生組合
- 西部斉苑 - 西部環境衛生組合
- 檜枝岐村火葬場 - 檜枝岐村
- 相馬方部衛生組合一里壇斎苑 - 相馬方部衛生組合
- 飯舘村火葬場 - 飯舘村
- 南相馬市原町斎場 - 南相馬市
- 聖香苑 - 双葉地方広域市町村圏組合

## 茨城県
- 水戸市斎場 - 水戸市
- 茨城町斎場　いばらき聖苑 - 茨城町
- 大洗町斎場 - 大洗町
- 大子町斎場 - 大子町
- 常陸太田市営斎場 - 常陸太田市
- 日立市中央斎場 - 日立市
- 日立市金沢火葬場 - 日立市
- 北茨城市葬祭場 - 北茨城市
- 神栖市はさき火葬場 - 神栖市
- 龍ケ崎市営斎場 - 龍ケ崎市
- 土浦市営斎場 - 土浦市
- 常総市斎場 - 常総市
- 坂東市営斎場 - 坂東市
- 古河市斎場 - 古河市
- 鹿嶋斎苑 - 鹿嶋市
- かみす聖苑 - 神栖市
- つくばメモリアルホール - つくば市
- 那珂聖苑 - 那珂市
- おおみや広域聖苑 - 常陸大宮市
- 笠間広域斎場やすらぎの森 - 笠間地方広域事務組合
- 常陸海浜広域斎場 - ひたちなか・東海広域事務組合
- 高萩十王斎場 - 高萩市・日立市事務組合
- 霞ヶ浦聖苑 - 鹿行広域事務組合
- 取手市外2市火葬場組合立火葬場やすらぎ苑 - 取手市外2市火葬場組合
- 石岡地方斎場 - 石岡地方斎場組合
- 筑西広域市町村圏事務組合きぬ聖苑 - 筑西広域市町村圏事務組合
- 下妻地方広域事務組合葬斎場ヘキサホールきぬ - 下妻地方広域事務組合
- さしま斎場 - さしま環境管理事務組合
- うしくあみ斎場 - 牛久市・阿見町斎場組合
- 聖苑香澄 - 江戸崎地方衛生土木組合

## 栃木県
- 宇都宮市悠久の丘 - 宇都宮郷の森斎場株式会社
- 鹿沼市斎場 - 鹿沼市
- 日光聖苑 - 日光市
- 芳賀地区広域行政事務組合斎場 - 芳賀地区広域行政事務組合
- 栃木市斎場 - 栃木市
- 小山聖苑 - 小山広域保健衛生組合
- しおや聖苑 - 塩谷広域行政組合
- 大田原市火葬場 - 大田原市役所
- 黒磯那須共同火葬場 - 黒磯那須共同火葬場組合
- 南那須地区斎場 - 南那須地区広域行政事務組合
- 佐野斎場 - 佐野地区衛生施設組合
- 葛生火葬場 - 佐野地区衛生施設組合
- 足利市斎場 - 足利市

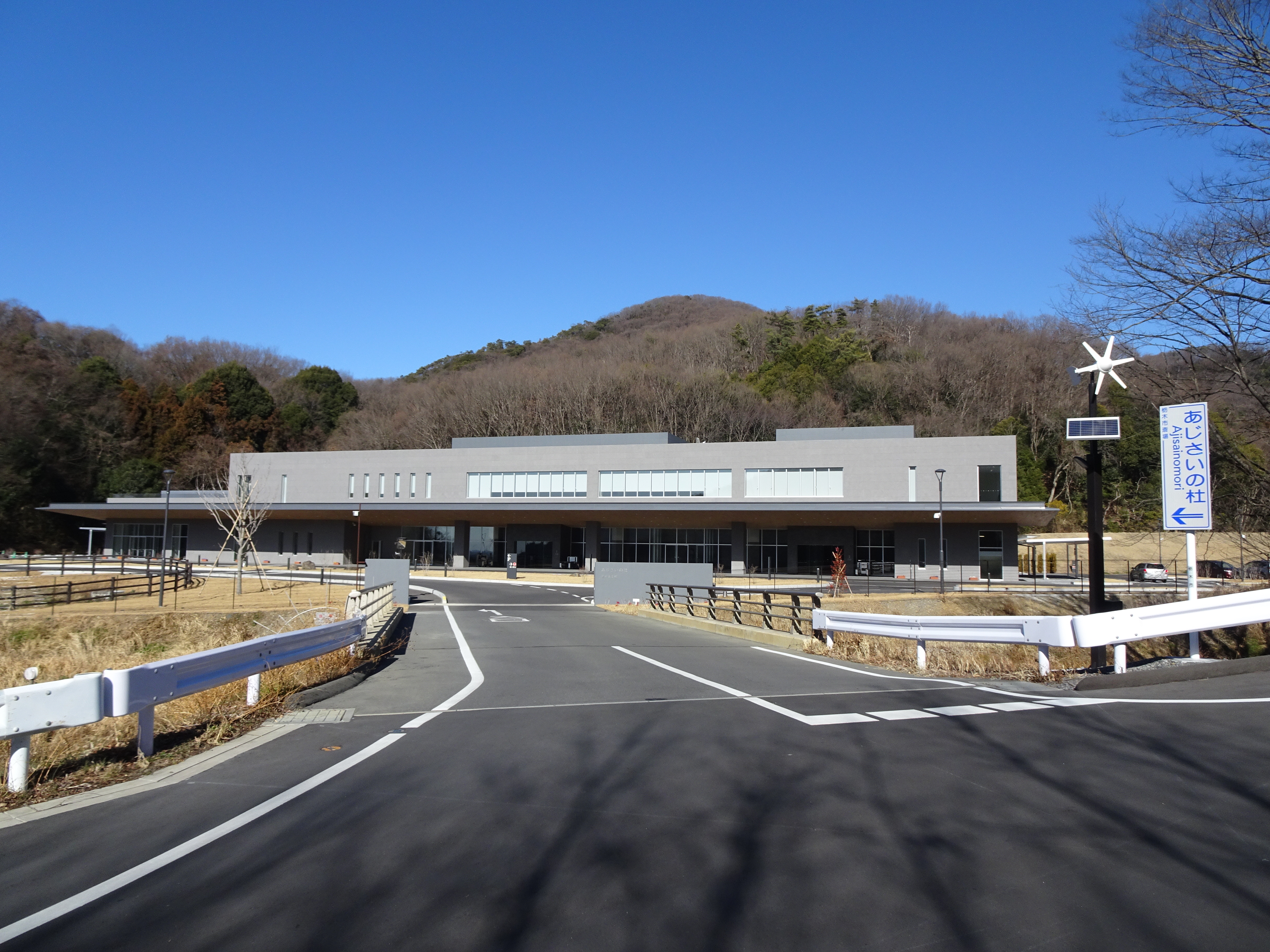
栃木市斎場

## 群馬県
- 前橋市斎場 - 前橋市役所
- 高崎市斎場 - 高崎市役所
- はるなくらぶち聖苑 - 高崎市役所
- 桐生市斎場 - 桐生市役所
- いせさき聖苑 - 伊勢崎市役所
- さかい聖苑 - 伊勢崎市役所
- 太田市斎場 - 太田市役所
- 利根沼田広域斎場ぬまた聖苑 - 利根沼田広域市町村圏振興整備組合
- 館林市斎場 - 館林市役所
- 渋川広域斎場しらゆり聖苑 - 渋川地区広域市町村圏振興整備組合
- 藤岡市偕同苑 - 藤岡市役所
- かぶら聖苑 - 富岡市役所
- 安中市すみれヶ丘聖苑 - 安中市役所
- 甘楽西部環境衛生施設組合火葬場 - 甘楽西部環境衛生施設組合
- 吾妻郡東部火葬場・なかのじょう聖苑 - 吾妻広域町村圏振興整備組合
- 吾妻郡西部火葬場 - 吾妻広域町村圏振興整備組合
- みなかみ町水上火葬場 - みなかみ町役場
- 泉峰苑 - みなかみ町役場
- 大泉町外二町斎場 - 大泉町外二町環境衛生施設組合

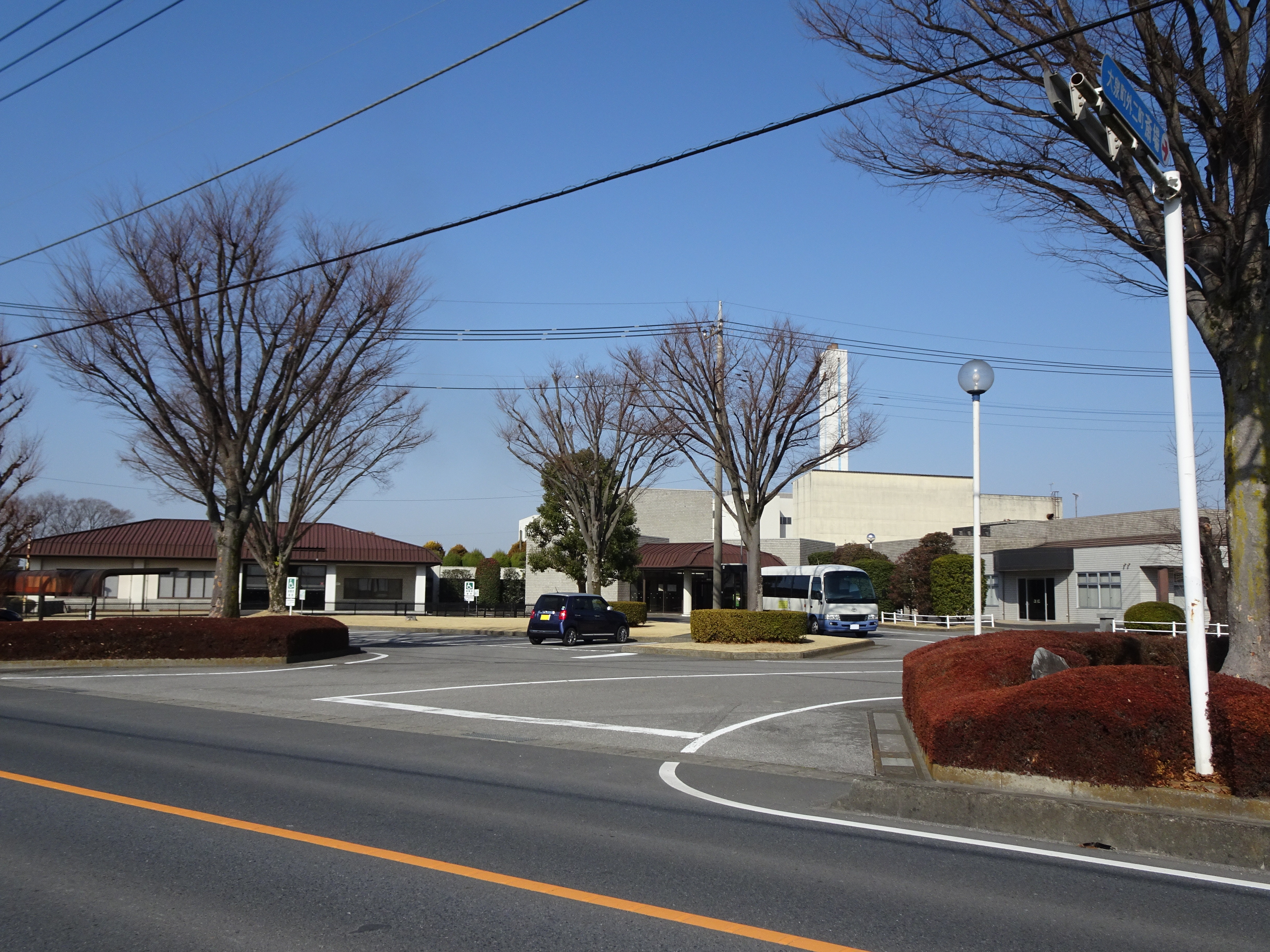
大泉町外二町斎場

## 埼玉県
- さいたま市浦和斎場 - さいたま市
- さいたま市大宮聖苑 - さいたま市
- 川越市斎場 - 川越市
- メモリアル彩雲（熊谷市立葬斎施設） - 熊谷市
- 行田市斎場 - 行田市
- 東松山斎場 - 比企広域市町村圏組合（東松山市、滑川町、嵐山町、小川町、川島町、吉見町、ときがわ町、東秩父村）
- 上尾伊奈斎場つつじ苑 - 上尾市（伊奈町は運営事務を委託している。）
- 県央みずほ斎場 - 埼玉県央広域事務組合（鴻巣市、桶川市、北本市）
- 越谷市斎場 - 越谷市（吉川市及び松伏町は運営事務を委託している。）
- 埼葛斎場組合斎場 - 埼葛斎場組合（春日部市、蓮田市、白岡市、杉戸町）
- 羽生市斎場 - 羽生市
- 広域飯能斎場 - 広域飯能斎場組合（飯能市、狭山市、日高市）
- 三郷市斎場 - 三郷市
- こだま聖苑 - 児玉郡市広域市町村圏組合（本庄市、美里町、神川町、上里町）
- メモリアルトネ - 広域利根斎場組合（加須市、久喜市、幸手市、宮代町）
- 谷塚斎場 - 聖典（株）谷塚斎場（草加市に所在）
- 深丘園 - 深谷市
- 広域静苑組合・越生斎場 - 広域静苑組合（越生町、毛呂山町、鶴ヶ島市、鳩山町、坂戸市）
- 秩父斎場 - 秩父広域市町村圏組合（秩父市、横瀬町、皆野町、長瀞町、小鹿野町）
- 所沢市斎場 - 所沢市
- 入間東部広域斎場しののめの里 - 入間東部地区事務組合（富士見市、ふじみ野市、三芳町）
- 川口市めぐりの森 - 川口市

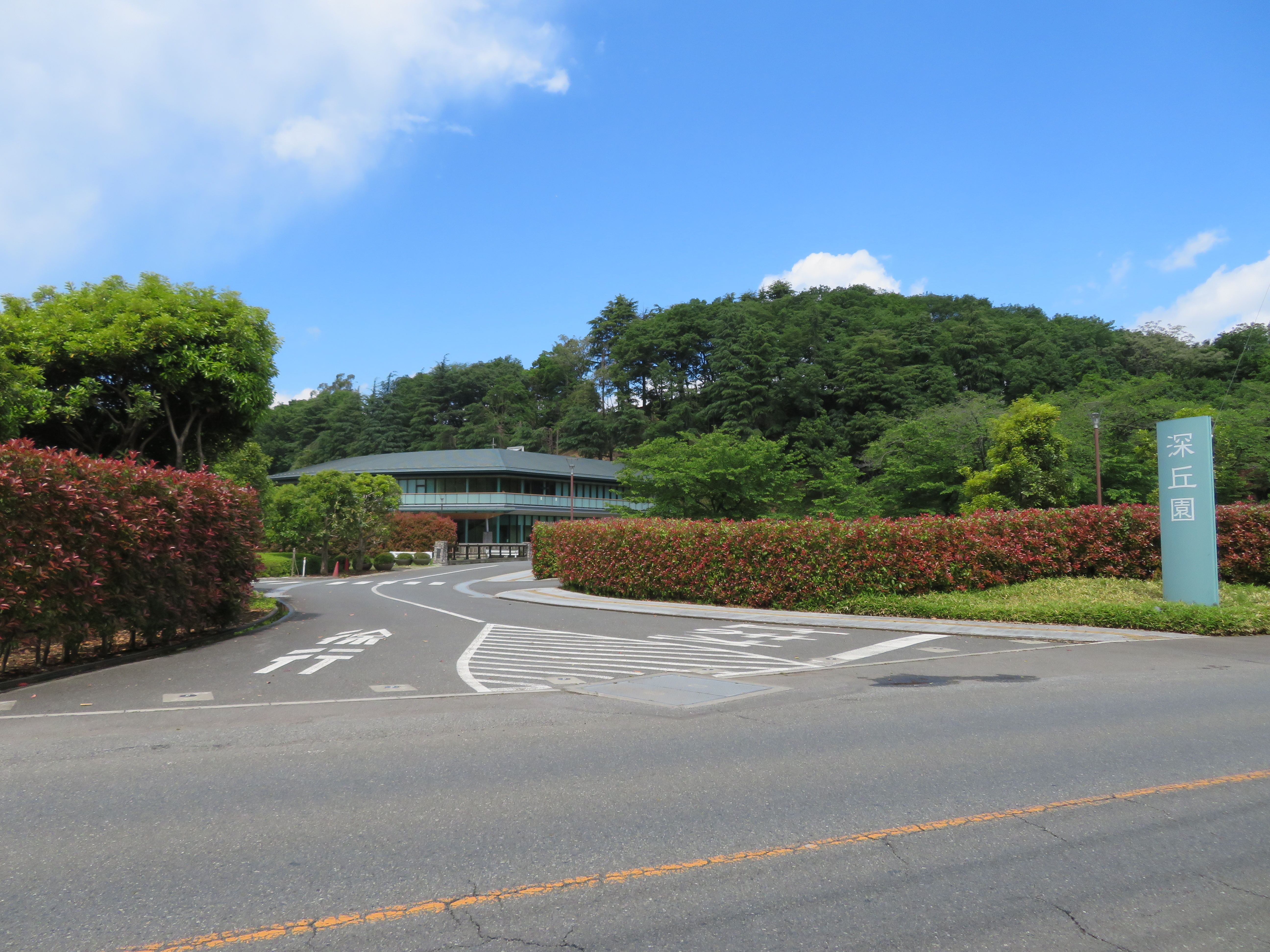
深丘園
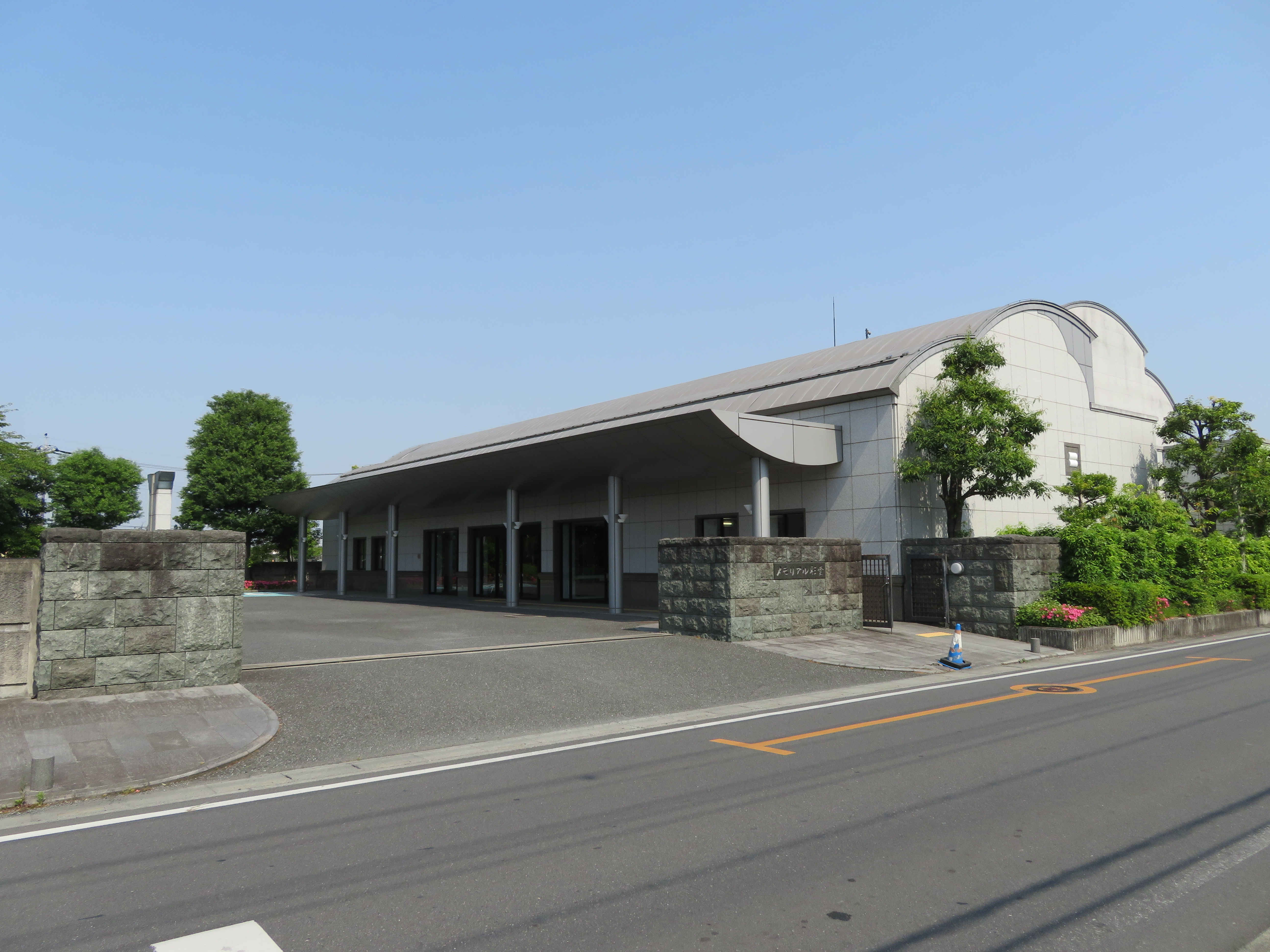
メモリアル彩雲
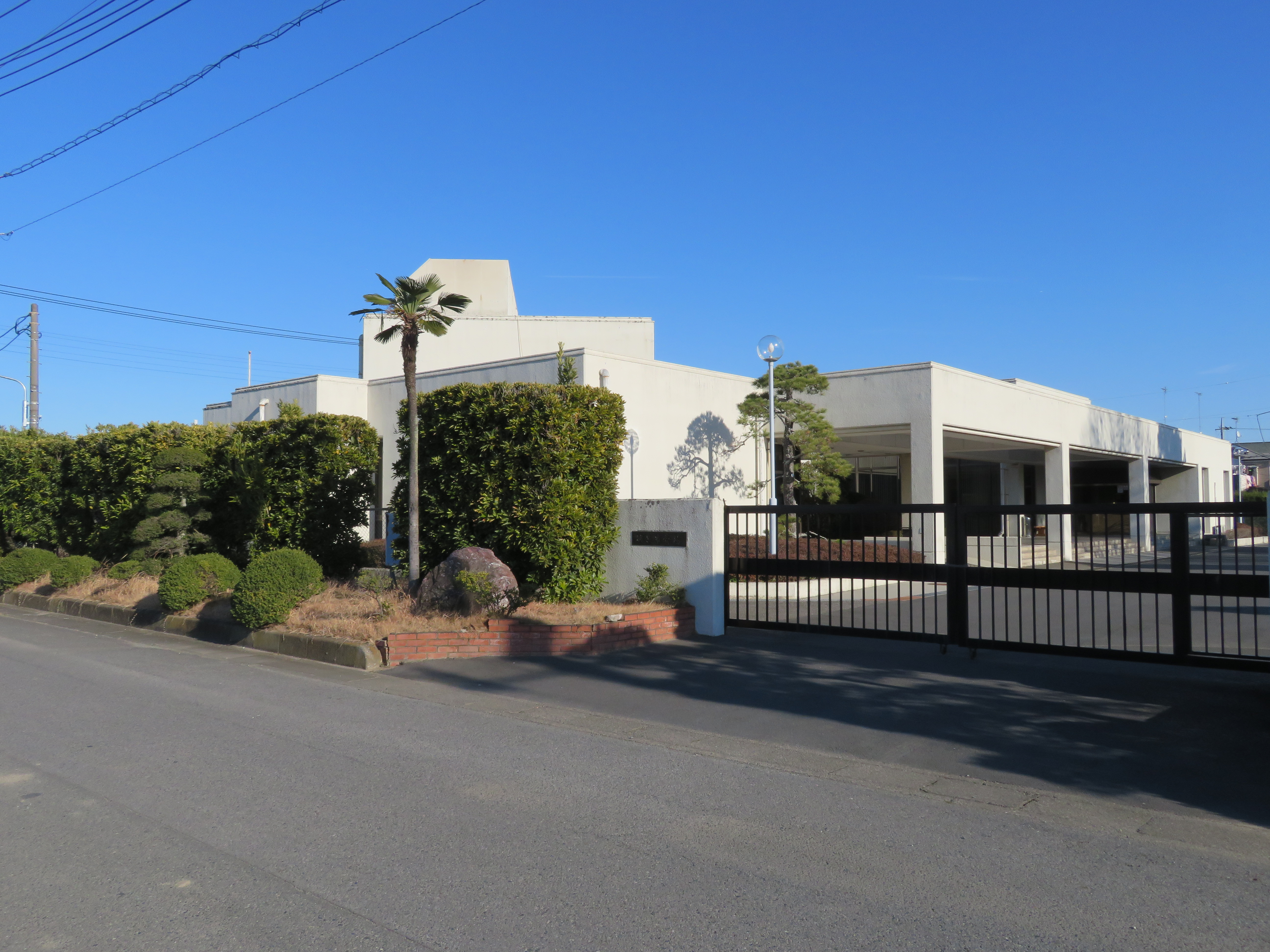
羽生市斎場
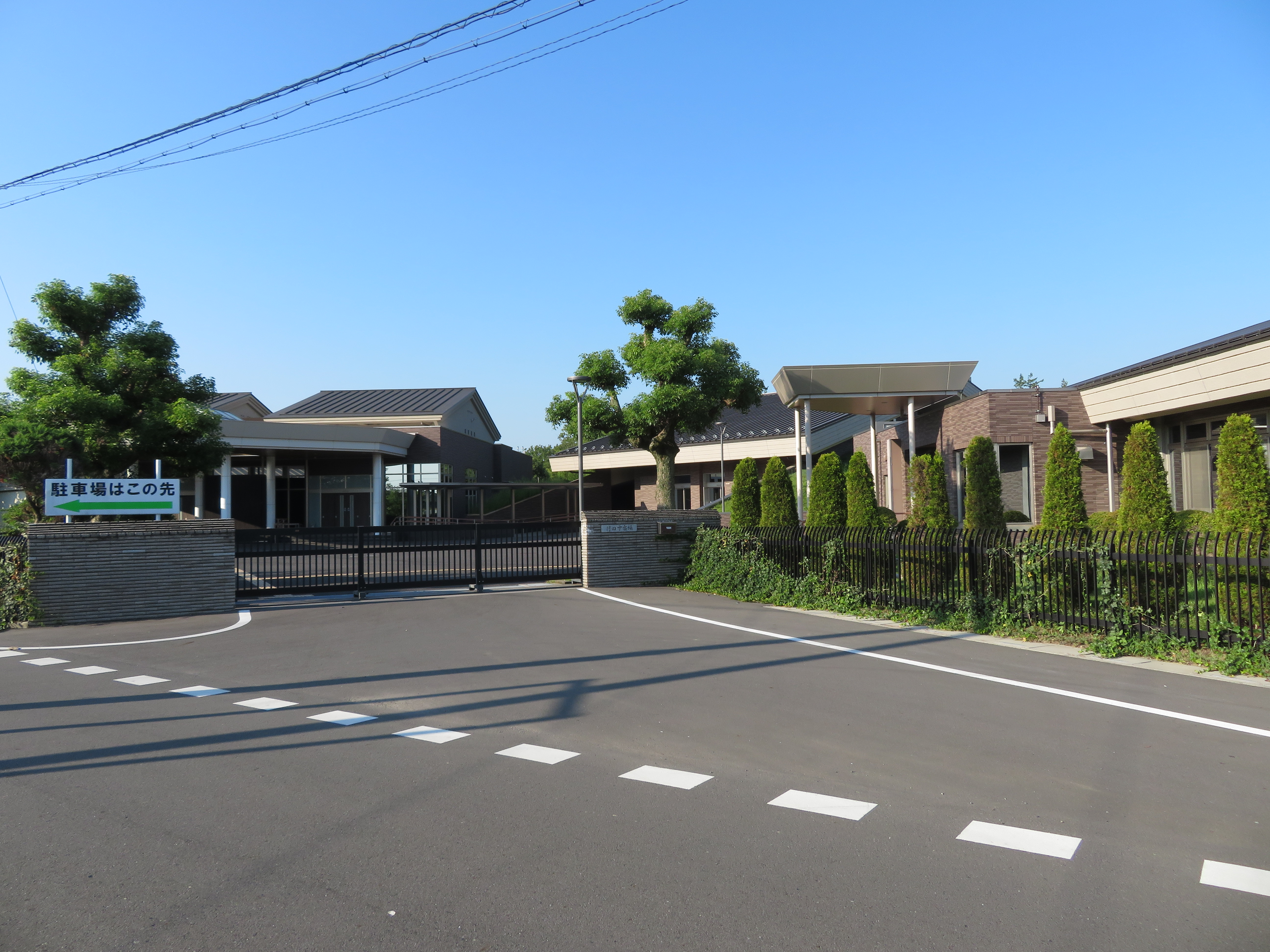
行田市斎場
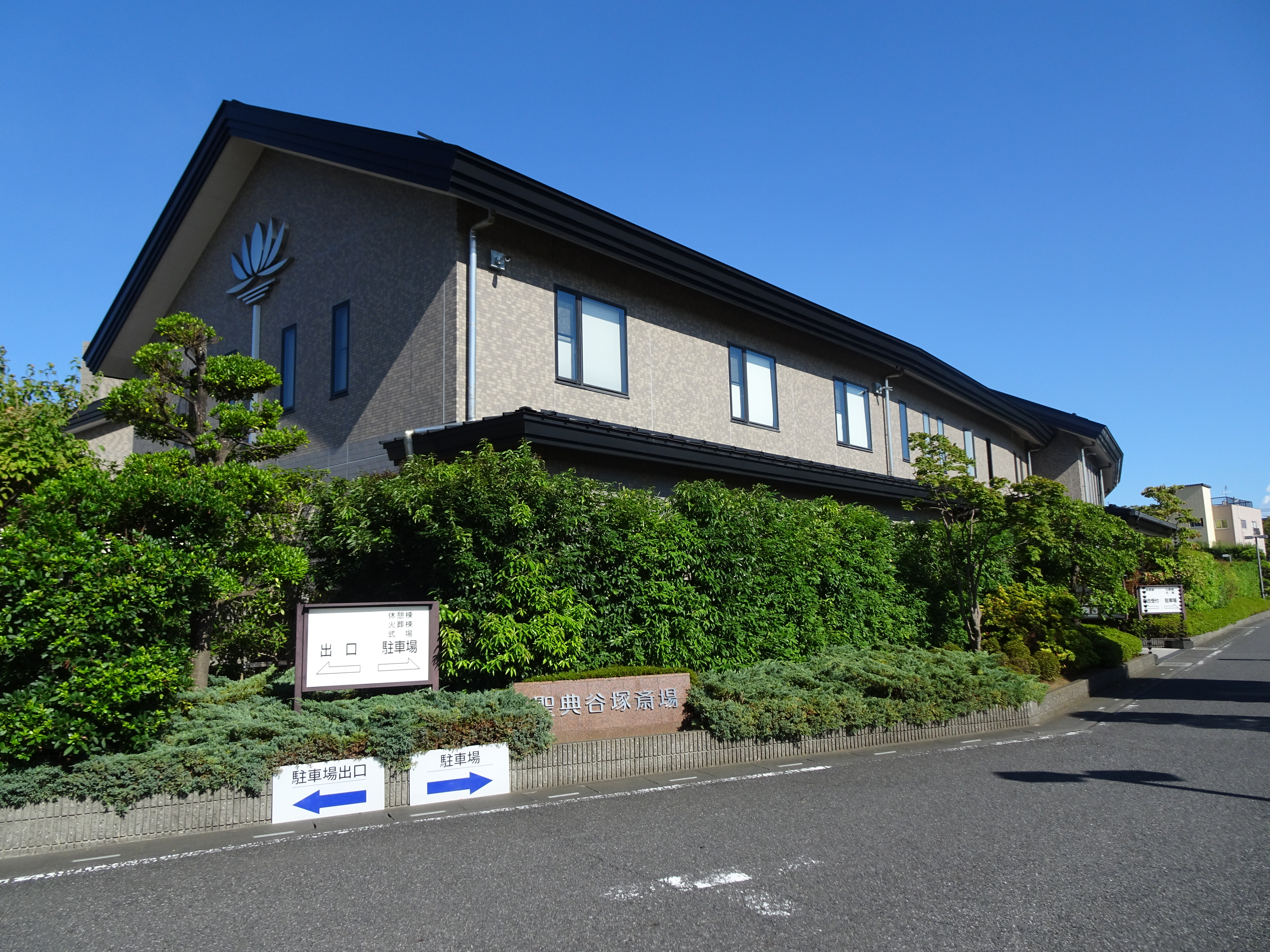
谷塚斎場

## 千葉県
- 千葉市斎場 - 千葉市
- 馬込斎場 - 四市複合事務組合（構成市：船橋市、習志野市、八千代市、鎌ヶ谷市）
- しおかぜホール茜浜 - 四市複合事務組合（構成市：船橋市、習志野市、八千代市、鎌ヶ谷市）
- いちはら聖苑 - 市原市
- 市川市斎場 - 市川市
- 浦安市斎場 - 浦安市
- 松戸市斎場 - 松戸市
- 野田市斎場 - 野田市
- 野田市関宿斎場 - 野田市
- 柏みたま苑 - 東葛中部地区総合開発事務組合
- 八富成田斎場 - 成田市
- さくら斎場 - 佐倉市、四街道市、酒々井町葬祭組合
- 印西斎場 - 印西地区環境整備事業組合
- 栄町斎場 - 栄町環境課
- 香取広域市町村圏事務組合北総斎場 - 香取広域市町村圏事務組合
- おみがわ聖苑 - 香取市
- 銚子市斎場 - 銚子市
- 山桑メモリアルホール - 匝瑳市ほか二町環境衛生組合
- みたま苑 旭 - 旭市
- 一宮聖苑 - 一宮聖苑組合
- 長南聖苑 - 長生郡市広域市町村圏組合
- 山武郡市広域斎場 - 山武郡市広域行政組合
- かつうら聖苑 - 勝浦市
- 大多喜斎場無相苑 - 大多喜町
- いすみ市大原聖苑 - いすみ市
- きみさらず聖苑 - 木更津市、君津市、富津市、袖ケ浦市の四市共同利用
- 上総聖苑 - 君津市
- 安房聖苑 - 安房郡市広域市町村圏事務組合
- 長狭地区火葬場 - 安房郡市広域市町村圏事務組合

## 東京都
- 東京都瑞江葬儀所 - 東京都
- 町屋斎場 - 東京博善（株）
- 四ツ木斎場 - 東京博善（株）
- 落合斎場 - 東京博善（株）
- 堀ノ内斎場 - 東京博善（株）
- 桐ヶ谷斎場 - 東京博善（株）
- 代々幡斎場 - 東京博善（株）
- 戸田葬祭場 - （株）戸田葬祭場
- 臨海斎場 - 臨海部広域斎場組合（港区、品川区、目黒区、大田区、世田谷区）
- 青梅市民斎場 - 青梅市
- 瑞穂斎場 - 瑞穂斎場組合（瑞穂町、福生市、羽村市、武蔵村山市、埼玉県入間市）
- ひので斎場 - 秋川流域斎場組合（あきる野市、日の出町、檜原村、奥多摩町）
- 八王子市斎場 - 八王子市
- 日野市営火葬場 - 日野市
- 南多摩斎場 - 南多摩斎場組合（八王子市、町田市、多摩市、稲城市、日野市）
- 立川聖苑 - 立川・昭島・国立聖苑組合（立川市、昭島市、国立市）
- 多磨葬祭場 - （株）日華
- 府中の森市民聖苑 - 府中市
- 八丈町火葬場 - 八丈町
- 小笠原村父島火葬場 - 小笠原村
- 小笠原村母島火葬場 - 小笠原村
- 新島火葬場 - 新島村
- 式根島火葬場 - 新島村
- 神津島村火葬場 - 神津島村
- 大島町火葬場 - 大島町
- 三宅村火葬場 - 三宅村

## 神奈川県
- 西寺尾火葬場 - (株)博善社
- 横浜市久保山斎場 - 横浜市
- 横浜市南部斎場 - 横浜市
- 横浜市北部斎場 - 横浜市
- 横浜市戸塚斎場 - 横浜市
- かわさき北部斎苑 - 川崎市
- かわさき南部斎苑 - 川崎市
- 横須賀市立中央斎場 - 横須賀市役所
- 相模原市営斎場 - 相模原市役所
- 藤沢聖苑 - 藤沢市役所
- 平塚市聖苑 - 平塚市
- 小田原市斎場 - 小田原市
- 茅ヶ崎市斎場 - 茅ヶ崎市
- 三浦市火葬場 - 三浦市
- 厚木市斎場 - 厚木市
- 愛川町営斎場愛川聖苑 - 愛川町
- 真鶴聖苑 - 真鶴町
- 秦野市伊勢原市環境衛生組合秦野斎場 - 秦野市伊勢原市環境衛生組合
- 広域大和斎場組合大和斎場 - 広域大和斎場組合
- 誠行社斎場 - 株式会社誠行社

## 新潟県
- 新潟市青山斎場 - 新潟市
- 新潟市新津斎場 - 新潟市
- 新潟市白根斎場 - 新潟市
- 新潟市亀田斎場 - 新潟市
- 新潟市巻斎場（妙有院） - 新潟市
- 長岡市斎場 - 長岡市役所
- 長岡市小国斎場 - 長岡市役所
- 長岡市与板無憂苑斎場 - 長岡市役所
- 長岡市寺泊斎場 - 長岡市役所
- 長岡市栃尾斎場 - 長岡市役所
- 三条市槻の森斎苑 - 三条市役所
- 柏崎市斎場 - 柏崎市
- 西山斎場 - 小千谷市役所
- 十日町市斎場 - 十日町市
- 見附市斎場 - 見附市役所
- 村上市火葬場無相院 - 村上市
- 糸魚川火葬場 - 糸魚川市役所
- 能生火葬場 - 糸魚川市役所
- 五泉市斎場 - 五泉市役所
- 魚沼市斎場 - 魚沼市
- 魚沼市入広瀬火葬場 - 魚沼市
- 青山斎場 - 佐渡市役所
- 相川斎場 - 佐渡市役所
- 北田野浦火葬場 - 佐渡市役所
- 永安館 - 佐渡市役所
- 三香苑 - 佐渡市役所
- 上越斎場 - 上越市役所
- 頸北斎場 - 上越市役所
- 南魚沼斎場 - 南魚沼市役所
- 阿賀北葬斎場 - 阿賀北広域組合
- 新発田広域葬斎センター願文院 - 新発田地域広域事務組合
- 加茂市・田上町消防衛生組合斎場 - 加茂市・田上町消防衛生組合
- 燕・弥彦総合事務組合斎場 - 燕・弥彦総合事務組合
- 阿賀町斎場 - 阿賀町
- 川口町葬場 - 川口町
- 津南斎場 - 津南地域衛生施設組合
- 経塚斎場 - 新井頸何広域行政組合
- 荒川郷斎場普照園 - 岩船地域広域事務組合
- 山北町火葬場 - 山北町役場

## 富山県
- 富山霊園富山市斎場
- 富山市北部斎場
- 富山市大沢野斎場
- 富山市婦負斎場
- 高岡斎場 - 高岡市
- 射水市斎場 - 射水市
- 新川広域圏事務組合 東部斎場
- 新川広域圏事務組合 西部斎場
- 氷見斎場 - 氷見市
- 滑川市斎場
- 砺波市斎場
- 小矢部市斎場
- 上市町斎場
- 南砺市上平斎場
- 南砺市利賀斎場
- 南砺市福野斎場 紫苑
- 南砺市福光斎場
- 音沢火葬場 - 黒部市

## 石川県
- 金沢市東斎場 - 金沢市役所
- 金沢市南斎場 - 金沢市役所
- 小松市営斎場 - 小松市
- 輪島霊苑 - 輪島市
- 珠洲市営斎場 - 珠洲市役所
- 加賀市営斎場 - 加賀市
- 白山市松任斎場 - 白山市
- 能登三郷斎場 - 能登町
- 手取郷斎場 - 手取郷広域事務組合
- 白山郷斎場 - 白山野々市広域事務組合
- 河北斎場 - 河北郡市斎場施設組合
- 羽咋斎場 - 羽咋郡市広域圏事務組合
- 志賀斎場 - 羽咋郡市広域圏事務組合
- ななか斎場 - 七尾鹿島広域圏事務組合
- 輪島市穴水町環境衛生施設組合火葬場 - 輪島市穴水町環境衛生施設組合

## 福井県
- 福井市聖苑 - 福井市
- 敦賀斎苑 - 敦賀市
- 若狭霊場 - 小浜市役所
- 大野市営葬斎場 - 大野市役所
- 大野市営和泉葬斎場 - 大野市役所
- 勝山市和みの杜 - 勝山市役所
- 鯖江葬斎場 - 鯖江広域衛生施設組合
- 代官山斎苑 - 三国あわら斎苑組合
- 越前市斎場 - 越前市
- 坂井市赤坂聖苑 - 坂井市役所
- 池田町葬斎場 - 池田町役場
- 今庄斎場 - 南越前町役場
- 美浜斎苑 - 美浜町役場
- 若狭町三方斎場 - 若狭町
- 高浜斎苑 - 高浜町役場

## 山梨県
- 甲府市斎場 - 甲府市
- やすらぎ聖苑 - 甲斐市
- 三郡衛生組合火葬場ふじかわ聖苑 - 三郡衛生組合
- 東八代広域行政事務組合東八聖苑 - 東八代広域行政事務組合
- 東山聖苑 - 東山梨行政事務組合
- 峡南衛生組合火葬場 - 峡南衛生組合
- 南部アルカディア聖苑 - 南部町
- 韮崎市営火葬場 - 韮崎市
- 北の杜聖苑 - 北杜市
- 都留市火葬場ゆうきゅうの丘つる - 都留市
- 大月市火葬場 - 大月市
- 上野原市斎場 - 上野原市
- 富士五湖聖苑 - 富士五湖広域行政事務組合

## 長野県
- 長野市大峰斎場 - 長野市
- 長野市松代斎場 - 長野市
- 長野市裾花斎場 - 長野市
- 北信保健衛生施設組合斎場 - 長野市、北信保健衛生施設組合
- 犀峡斎場 - 長野市、犀峡衛生施設組合
- 松本市営葬祭センター - 松本市
- 大星斎場 - 上田市、上田地域広域連合
- 依田窪斎場 - 上田市、上田地域広域連合
- 静香苑 - 茅野市、諏訪南行政事務組合
- 飯田市斎苑 - 飯田市
- みゆき野斎苑 - 飯山市、岳北広域行政組合
- 松川苑 - 須坂市、須高行政事務組合
- 高峯苑 - 小諸市、佐久広域連合
- 北アルプス広域葬祭場 - 大町市、北アルプス広域連合
- 広域豊科葬祭センター - 安曇野市、安曇野松筑広域環境施設組合
- 塩尻市斎場 - 塩尻市
- 湖北火葬場 - 岡谷市、湖北行政事務組合
- 伊那市営火葬場 - 伊那市
- 長谷火葬場精香斎苑 - 伊那市
- 伊南聖苑 - 駒ヶ根市、伊南行政組合
- 西部衛生施設組合火葬場 - 小川村、西部衛生施設組合
- 葛尾組合 - 坂城町、葛尾組合
- 豊里苑 - 小海町、佐久広域連合
- 池田町松川村葬祭センター - 池田町、池田町松川村葬祭センター施設組合
- 阿南斎場 - 阿南町、下伊那南部総合事務組合
- 西部衛生センター火葬場 - 阿智村、下伊那郡西部衛生施設組合
- 木曽葬斎センター緑聖苑 - 木曽町、木曽広域連合

## 岐阜県
- 岐阜市斎苑 - 岐阜市役所
- 黙山火葬場 - 宗教法人　自福寺
- 瞑想の森  市営斎場 - 各務原市
- 羽島市営斎場 - 羽島市
- 笠松町営火葬場 - 笠松町
- 瑞穂市火葬場 - 瑞穂市
- 大垣市鶴見斎場 - 大垣市
- 大垣市勝山斎場 - 大垣市
- 大垣市かみいしづ斎場 - 大垣市
- 海津市斎苑  天昇苑 - 海津市
- 南濃斎苑 - 海津市
- 養老町斎苑　清華苑 - 養老町
- 垂井町斎場 - 垂井町
- 関ヶ原斎苑 - 関ヶ原町
- 神戸町斎苑  やすらぎ苑 - 神戸町
- 安八町斎苑 - 安八町
- 藤橋火葬場 - 揖斐川町
- 坂内火葬場 - 揖斐川町
- 揖斐広域斎場 - 揖斐広域連合
- 大野町火葬場 - 大野町
- 池田町斎苑 - 池田町
- 関市総合斎苑  わかくさ - 関市
- 関市上之保火葬場 - 関市
- 岐北斎苑 - 岐北衛生施設利用組合
- 美濃市火葬場 - 美濃市
- 可茂聖苑 - 可茂衛生施設利用組合
- 白川斎場 - 白川町
- 八幡斎苑　さつき - 郡上市
- 大和斎場 - 郡上市
- 郡上市北部斎苑 - 郡上市
- 高鷲斎場 - 郡上市
- 美並斎場 - 郡上市
- 明宝斎場 - 郡上市
- 和良斎場 - 郡上市
- 多治見市火葬場 - 多治見市
- 瑞浪市斎場 - 瑞浪市
- 土岐市斎苑  美しが峰 - 土岐市
- 中津川斎場 - 中津川市
- 付知火葬場 - 中津川市
- 加子母火葬場 - 中津川市
- 蛭川火葬場 - 中津川市
- 坂下火葬場 - 中津川市
- えな斎苑 - 恵那市
- けいなん斎苑 - 恵那市
- 高山市営火葬場 - 高山市
- 高山市営久々野火葬場 - 高山市
- 高山市営荘川火葬場 - 高山市
- 光明苑 - 飛騨市
- 松ヶ丘公園斎場 - 飛騨市
- 白川村火葬場 - 白川村
- 下呂市浄郷苑 - 下呂市
- 下呂市小坂斎場 - 下呂市

## 静岡県
- 静岡市静岡斎場 - 静岡市
- 静岡市清水斎場 - 静岡市
- 静岡市静岡斎場井川分場 - 静岡市
- 庵原斎場 - 静岡市
- 浜松市浜松斎場 - 浜松市役所
- 浜松市浜北斎場 - 浜松市役所
- 浜松市天竜斎場 - 浜松市役所
- 浜松市雄踏斎場 - 浜松市役所
- 浜松市三ケ日斎場 - 浜松市役所
- 浜松市春野斎場 - 浜松市役所
- 浜松市佐久間・水窪斎場 - 浜松市役所
- 伊豆斎場組合伊豆斎場 - 伊豆斎場組合
- 西伊豆町斎場 - 西伊豆町
- 熱海市火葬場 - 熱海市
- 伊東市斎場 - 伊東市
- 沼津市斎場 - 沼津市
- 伊豆市沼津市衛生施設組合　土肥戸田火葬場 - 伊豆市沼津市衛生施設組合
- 三島函南広域行政組合立みしま聖苑 - 三島函南広域行政組合
- 裾野長泉斎苑 麗峰の丘 - 裾野市長泉町衛生施設組合
- 伊豆市中豆斎場 - 伊豆市
- 伊豆の国市長岡斎場 - 伊豆の国市
- 御殿場市小山町広域行政組合斎場 - 御殿場市小山町広域行政組合
- 富士市斎場 - 富士市
- 富士宮市富士宮聖苑 - 富士宮市
- 島田市斎場 - 島田市
- 島田市金谷斎場 - 島田市
- 志太広域事務組合斎場会館「星山の苑」 - 志太広域事務組合
- 謝恩閣 - 吉田町牧之原市広域施設組合
- 南遠地区聖苑 - 牧之原市御前崎市広域施設組合
- 川根町斎場 - 川根町
- 川根本町中川根斎場 - 川根本町
- 川根本町本川根斎場 - 川根本町
- 磐田市聖苑 - 磐田市
- 東遠地区聖苑組合火葬場 - 東遠地区聖苑組合
- 中遠聖苑 - 袋井市森町広域行政組合
- 湖西市営火葬場 - 湖西市
- 新居町斎場やすらぎ苑 - 新居町

## 愛知県

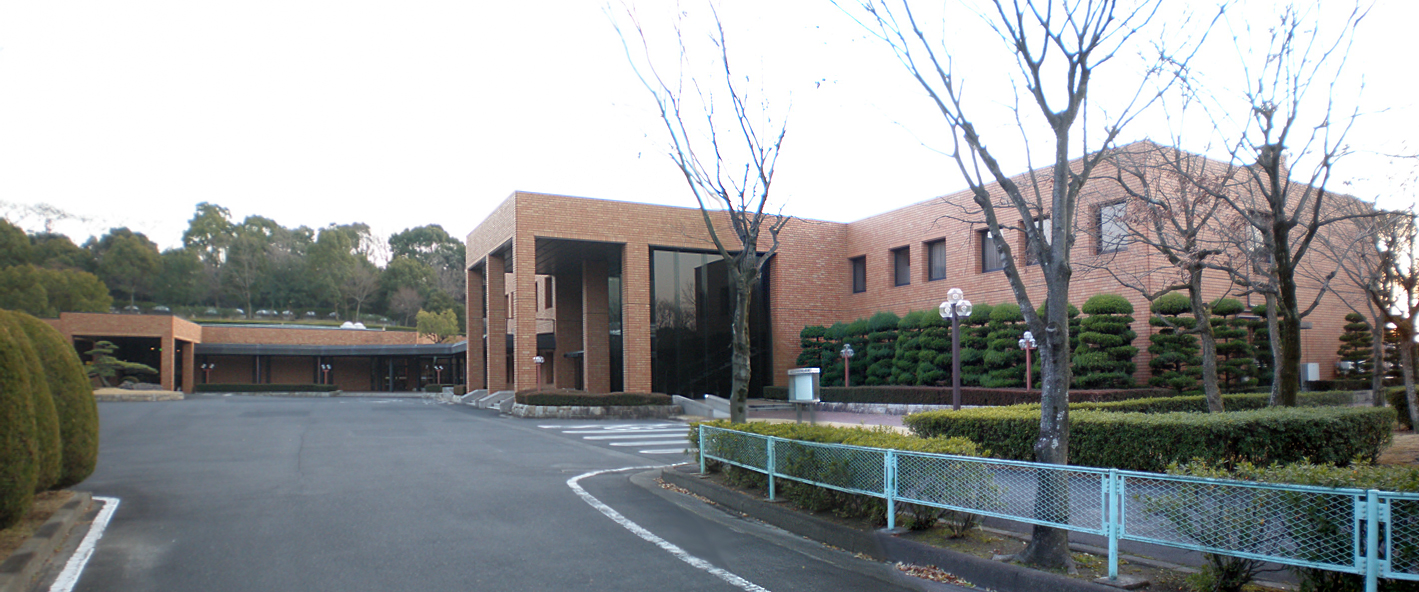
尾張東部聖苑

- 名古屋市立八事霊園・斎場 - 名古屋市
- 名古屋市立第二斎場 - 名古屋市
- 舟入斎苑 - 蟹江町
- 古瀬間聖苑 - 豊田三好事務組合
- 豊橋市斎場 - 豊橋市
- 岡崎市斎場 - 岡崎市
- 一宮市一宮斎場 - 一宮市
- 一宮市尾西斎場 - 一宮市
- 稲沢市祖父江斎場 - 稲沢市
- 津島市斎場 - 津島市
- 愛西市斎場 - 愛西市
- 弥富市火葬場 - 弥富市
- 飛島聖苑 - 飛島村
- 本町斎苑 - 蟹江町
- 瀬戸市斎苑 - 瀬戸市
- 尾張東部聖苑 - 尾張東部火葬場管理組合
- 尾張北部聖苑 - 愛北広域事務組合
- 半田斎場 - 知多中部広域事務組合
- 知北斎場 - 知北平和公園組合
- 知多斎場 - 知多市
- 常滑市営火葬場 - 常滑市
- 知多南部衛生組合火葬場 - 知多南部衛生組合
- 知立市逢妻浄苑 - 知立市
- 刈谷市青山斎園 - 刈谷市
- 衣浦斎園 - 衣浦衛生組合
- 安城市総合斎苑 - 安城市
- 西尾幡豆広域斎場やすらぎ苑 - 西尾幡豆広域連合
- 一色町佐久島火葬場 - 一色町
- セレモニーホールとぼね - 蒲郡市幸田町衛生組合
- 豊川宝飯衛生組合斎場会館 - 豊川宝飯衛生組合
- 田原市田原斎場 - 田原市
- 田原市渥美斎場 - 田原市
- しんしろ斎苑 - 新城市
- 東栄町斎苑 - 東栄町
- 設楽町清崎斎苑 - 設楽町
- 設楽町津具斎苑 - 設楽町
- 五条川斎苑 - 五条広域事務組合

- 尾張東部聖苑

## 三重県
- いつくしみの杜 - 津市
- 津市美杉八知火葬場 - 津市
- 津市美杉伊勢地火葬場 - 津市
- 四日市市北大谷斎場 - 四日市市
- 松阪市篠田山斎場 - 松阪市
- 松阪市嬉野斎場（ヒブノス嬉野） - 松阪市
- 松阪市三雲火葬場 - 松阪市
- 松阪市飯南火葬場(さくら坂飯南) - 松阪市
- 桑名市斎場おりづるの森 - 桑名市
- 鈴鹿市斎苑 - 鈴鹿市
- 名張市斎場 - 名張市
- 尾鷲市斎場 - 尾鷲市
- 亀山市斎場 - 亀山市
- 鳥羽市堅神火葬場 - 鳥羽市
- 鳥羽市神島火葬場 - 鳥羽市
- 熊野市火葬場 - 熊野市
- いなべ市北勢斎場 - いなべ市
- 志摩市斎場悠久苑 - 志摩市
- 伊賀市斎苑 - 伊賀市
- 木曽岬町営火葬場 - 木曽岬町
- 東員町斎苑 - 東員町
- 菰野町斎場 - 菰野町
- 勢和斎場 - 多気町
- 片野火葬場 - 多気町
- 宮川火葬場やすらぎ苑 - 大台町
- 伊勢広域環境組合斎場 - 伊勢広域環境組合(伊勢市、明和町、玉城町、度会町)
- 荷坂やすらぎ苑 - 荷坂やすらぎ苑組合
- 南島火葬場 - 南伊勢町
- 南勢火葬場 - 南伊勢町
- 浄聖苑 - 紀北町

## 滋賀県
- 大津聖苑 - 大津市
- 志賀聖苑 - 大津市
- さざなみ浄苑 - 近江八幡市
- 布引斎苑 - 布引斎苑組合
- 草津市営火葬場 - 草津市
- 野洲川斎苑 - 守山野洲行政事務組合
- 湖南市宮の森斎場 - 湖南市
- 湖南市笹ヶ谷火葬場 - 湖南市
- 甲賀市立甲賀斎苑 - 甲賀市
- 高島市斎場 - 高島市
- 愛知郡広域斎場 - 愛知郡広域行政組合
- 紫雲苑 - 彦根犬上広域行政組合
- こもれび苑 - 湖北広域行政事務センター
- 余呉斎苑 - 湖北広域行政事務センター
- 木之本斎苑 - 湖北広域行政事務センター
- 西浅井斎苑 - 湖北広域行政事務センター

## 京都府
- 京都市中央斎場 - 京都市役所
- 福知山市斎場 - 福知山市
- 舞鶴市斎場 - 舞鶴市役所
- 綾部市斎場 - 綾部市
- 宇治市斎場 - 宇治市役所
- 宮津市火葬場 - 宮津市
- 亀岡市営火葬場 - 亀岡市役所
- 京丹後市網野火葬場 - 京丹後市
- 京丹後市竹野川斎場 - 京丹後市
- 京丹後市久美浜火葬場 - 京丹後市
- 南丹市上平屋火葬場 - 南丹市役所
- 船井郡衛生管理組合火葬場 - 船井郡衛生管理組合
- 伊根町火葬場 - 伊根町
- 与謝野町立阿蘇霊照苑 - 与謝野町

## 大阪府
- 小林斎場 - 大阪市
- 佃斎場 - 大阪市
- 鶴見斎場 - 大阪市
- 瓜破斎場 - 大阪市
- 北斎場 - 大阪市
- 津守斎場 - （民間）（2023年廃止）
- 下石津共有火葬場 - 浜寺石津墓地管理委員会
- 家原寺火葬場 - 家原寺墓地管理委員会
- 堺市立斎場 - 堺市
- 丈六共有火葬場 - 丈六墓地管理委員会
- 浜寺船尾共有火葬場 - 浜寺船尾霊園管理委員会
- 大鳥共有火葬場 - 大鳥墓地管理委員会
- 富美丘日置荘共有火葬場 - 登美丘日置荘共有墓地管理委員会
- 八田北南共有火葬場 - 八田北南墓地管理委員会
- 浜寺下共有火葬場 - 浜寺元町共有墓地管理委員会
- 北久保共有火葬場 - 北久保墓地管理委員会
- 黒山火葬場 - 黒山地区共同墓地管理委員会
- 浄土寺火葬場 - 浄土寺墓地経営管理委員会
- 平尾火葬場 - 平尾地区共同墓地管理委員会
- 額田斎場 - 東大阪市
- 岩田斎場 - 東大阪市
- 荒本斎場 - 東大阪市
- 今米斎場 - 東大阪市
- 小阪斎場 - 東大阪市
- 長瀬斎場 - 東大阪市
- 楠根斎場 - 東大阪市
- 高槻市立葬祭センター - 高槻市
- 岸和田市立斎場 - 岸和田市役所
- 豊中市立火葬場 - 豊中市役所
- 池田市立桃園火葬場 - 池田市役所
- 吹田市立大曽根火葬場 - 吹田市役所
- 泉大津市営火葬場 - 泉大津市役所
- 貝塚市立斎場 - 貝塚市役所
- 枚方市立火葬場 - 枚方市役所
- 茨木市立斎場 - 茨木市役所
- 八尾市立斎場 - 八尾市役所
- 檀波羅火葬場 - 泉佐野市役所
- 富田林市立斎場 - 富田林市役所
- 寝屋川市立寝屋川市斎場 - 寝屋川市役所
- 河内長野市営斎場「金剛霊殿」 - 河内長野市役所
- 和泉市営いずみ霊園 - 和泉市役所
- 箕面市立火葬場 - 箕面市役所
- 柏原市斎場 - 柏原市役所
- 摂津市斎場 - 摂津市役所
- 高石斎場 - 高石市泉大津市墓地組合
- 藤井寺市営火葬場 - 藤井寺市役所
- 西信達火葬場 - 泉南市役所
- 樽井火葬場 - 泉南市役所
- 飯盛斎場 - 一部事務組合飯盛霊園組合（守口市・門真市・大東市・四條畷市）
- 大阪狭山市立斎場 - 大阪狭山市役所
- 阪南市立火葬場 - 阪南市役所
- 能勢町営火葬場 - 能勢町役場
- 忠岡町立忠岡斎場 - 忠岡町役場
- 熊取町営斎場 - 熊取町役場
- 田尻町火葬場 - 田尻町役場
- 岬町立淡輪火葬場 - 岬町役場

## 兵庫県
- 甲南斎場 - 神戸市
- 有馬斎場 - 神戸市
- 鵯越斎場 - 神戸市
- 西神斎場 - 神戸市
- 西宮市満地谷火葬場 - 西宮市
- 尼崎市立弥生ケ丘斎場 - 尼崎市役所
- 名古山斎場 - 姫路市
- 清水谷斎場 - 姫路市
- 宮区火葬場 - 姫路市家島町宮区会
- 真浦区火葬場 - 姫路市家島町真浦区会
- 男鹿火葬場 - 地域自治会
- 坊勢火葬場 - 姫路市家島町坊勢区会
- こうふく苑 - 姫路福崎斎苑施設事務組合
- あじさい苑 - 宍粟市
- 明石市立和坂斎場 - 明石市役所
- 洲本市火葬場 - 洲本市役所
- 洲本市五色台聖苑火葬場 - 洲本市役所
- 芦屋市聖苑 - 芦屋市役所
- 伊丹市営斎場 - 伊丹市役所
- ささゆり苑 - 相生市役所
- 豊岡市立豊岡斎場 - 豊岡市役所
- 加古川市斎場 - 加古川市役所
- 赤穂市斎場 - 赤穂市役所
- 西脇多可広域斎場 - 西脇多可行政事務組合
- 宝塚市営火葬場 - 宝塚市役所
- 三木市立火葬場 - 三木市役所
- 高砂斎場 - 高砂市役所
- 川西市斎場 - 川西市役所
- 小野加東斎場 - 小野加東広域事務組合
- 三田市聖苑 - 三田市役所
- 加西市斎場 - 加西市役所
- 篠山市営斎場 - 篠山市役所
- あさくら斎場 - 養父市役所
- 丹波市氷上斎場 - 丹波市役所
- 丹波市柏原斎場　つつじ苑 - 丹波市役所
- 南あわじ市火葬場 - 南あわじ市役所
- 南あわじ市沼島火葬場 - 南あわじ市役所
- 朝来市斎場 - 朝来市役所
- 淡路市営津名火葬場 - 淡路市役所
- 淡路市営岩屋火葬場 - 淡路市役所
- 淡路市営室津火葬場 - 淡路市役所
- 淡路市営東浦火葬場 - 淡路市役所
- しらぎく苑 - 宍粟市役所
- つつじ苑 - 宍粟市役所
- こぶし苑 - 播磨高原広域事務組合
- 猪名川霊照苑 - 猪名川町役場
- 稲美斎場ひじり苑 - 加古郡衛生事務組合
- 市川斎場 - 中播北部行政事務組合
- 揖龍火葬場（筑紫の丘斎場） - 揖龍保健衛生施設事務組合
- 香住斎場 - 香美町役場
- 広域美方苑 - 美方郡広域事務組合

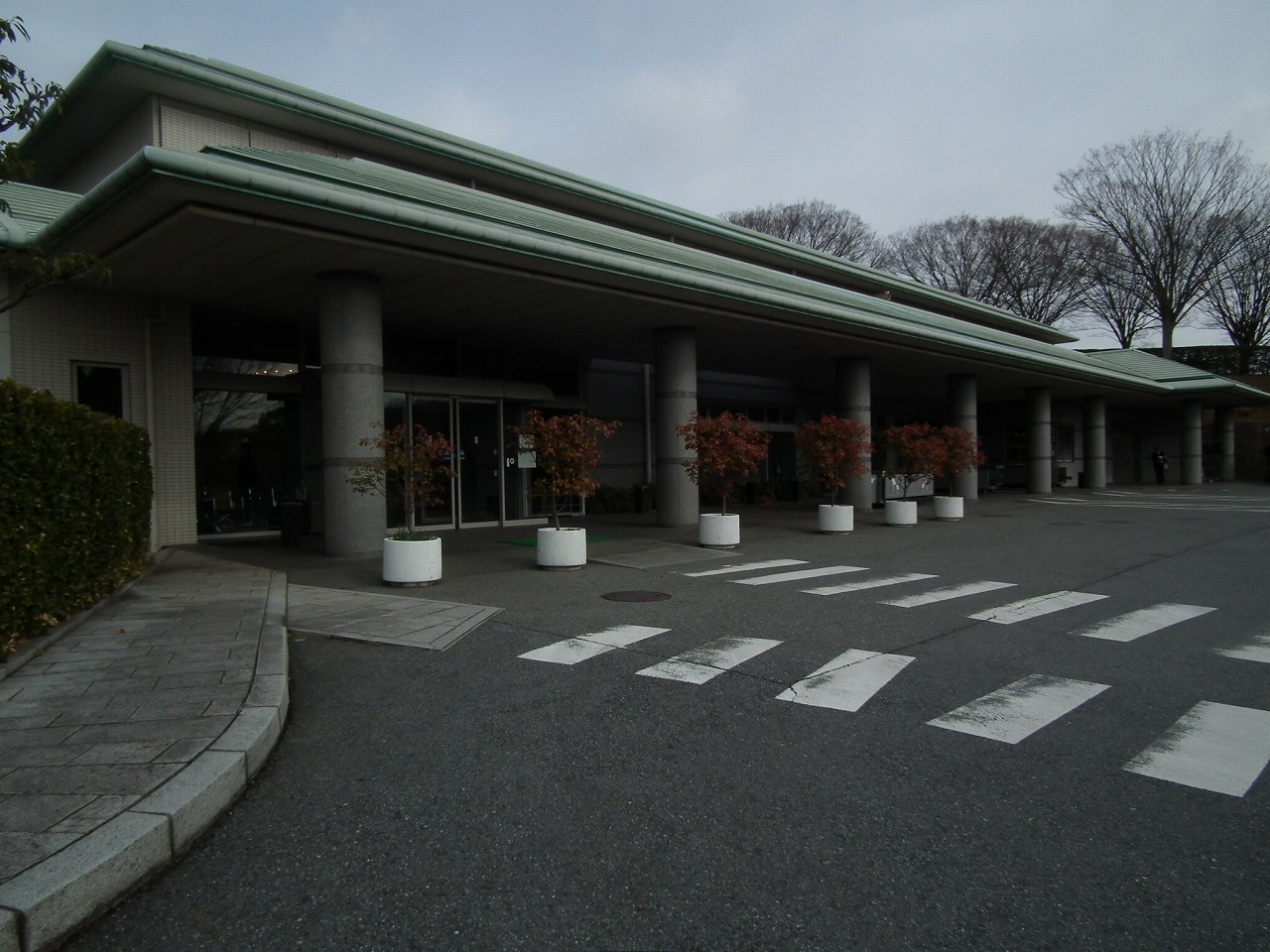
名古山斎場
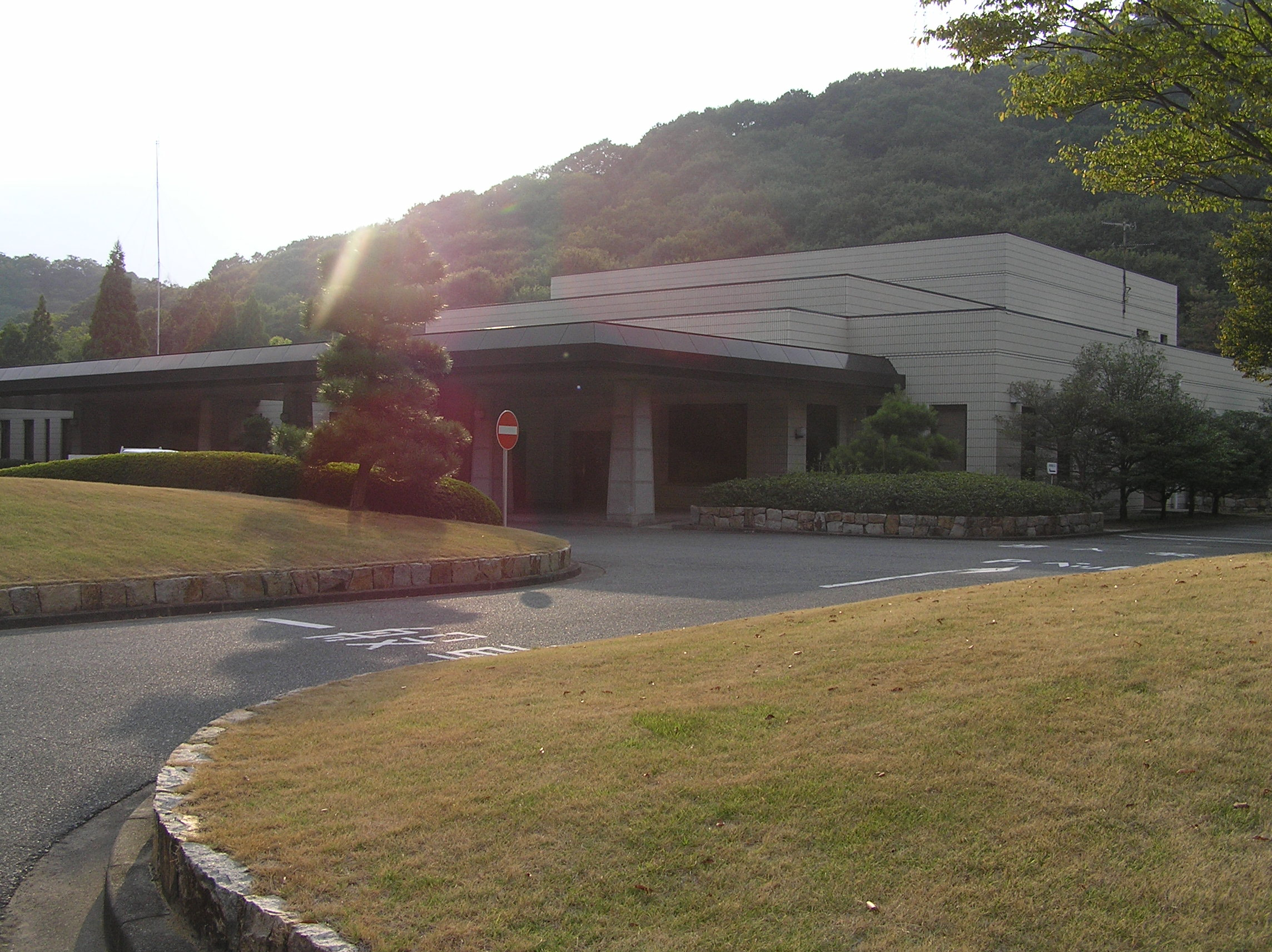
加古川市斎場

## 奈良県
- 奈良市東山霊苑火葬場 - 奈良市
- 大和郡山市清浄会館 - 大和郡山市
- 天理市聖苑 - 天理市
- 生駒市営火葬場 - 生駒市
- 平群野菊の里斎場 - 平群町
- 三郷町営竜の子斎場 - 三郷町
- 斑鳩町営火葬場 - 斑鳩町
- 大和高田市営斎場 - 大和高田市
- 御所市火葬場 - 御所市
- 香芝市営火葬場 - 香芝市
- 葛城市火葬場 - 葛城市
- 広陵町営斎場 - 広陵町
- 静香苑 - 静香苑環境施設組合（王寺町、河合町、上牧町）
- 橿原市営斎場 - 橿原市
- 桜井市火葬場 - 桜井市
- 川西町下永火葬場 - 川西町
- 川西町梅戸火葬場 - 川西町
- 八ヶ郷墓地管理組合 - 八ヶ郷墓地管理組合
- 上但馬共同火葬場 - 三宅町
- 松本・西竹田共同墓地 - 松本・西竹田の墓郷
- 極楽寺火葬場 - 墓郷（13大字）
- 教安寺火葬場 - 墓郷（27大字）
- 薬王寺共同霊園 - 大字薬王寺・三笠・十六面の墓郷
- 宇陀市営不帰堂火葬場 - 宇陀市
- 宇陀市営岩崎火葬場 - 宇陀市
- 宇陀市営榛原斎場 - 宇陀市
- 向渕共同墓地火葬場 - 向渕地区
- 西谷・蕨共同墓地火葬場 - 西谷区、蕨地区
- 無山共同墓地火葬場 - 無山地区
- ふきあげ斎場 - 曽爾御杖行政一部事務組合
- 高取町営火葬場 - 高取町
- 吉野広域行政組合 - 吉野広域行政組合（吉野町、川上村、東吉野村）
- 大淀町営斎場 - 大淀町
- 下市町営火葬場 - 下市町
- 赤滝火葬場 - 赤滝区
- 天川村火葬場 - 天川村
- 天川村洞川火葬場 - 天川村
- 上下北山衛生一部事務組合斎場 - 上下北山衛生一部事務組合（上北山村、下北山村）
- 五條市斎場ハートピアさくら - 五條市

## 和歌山県

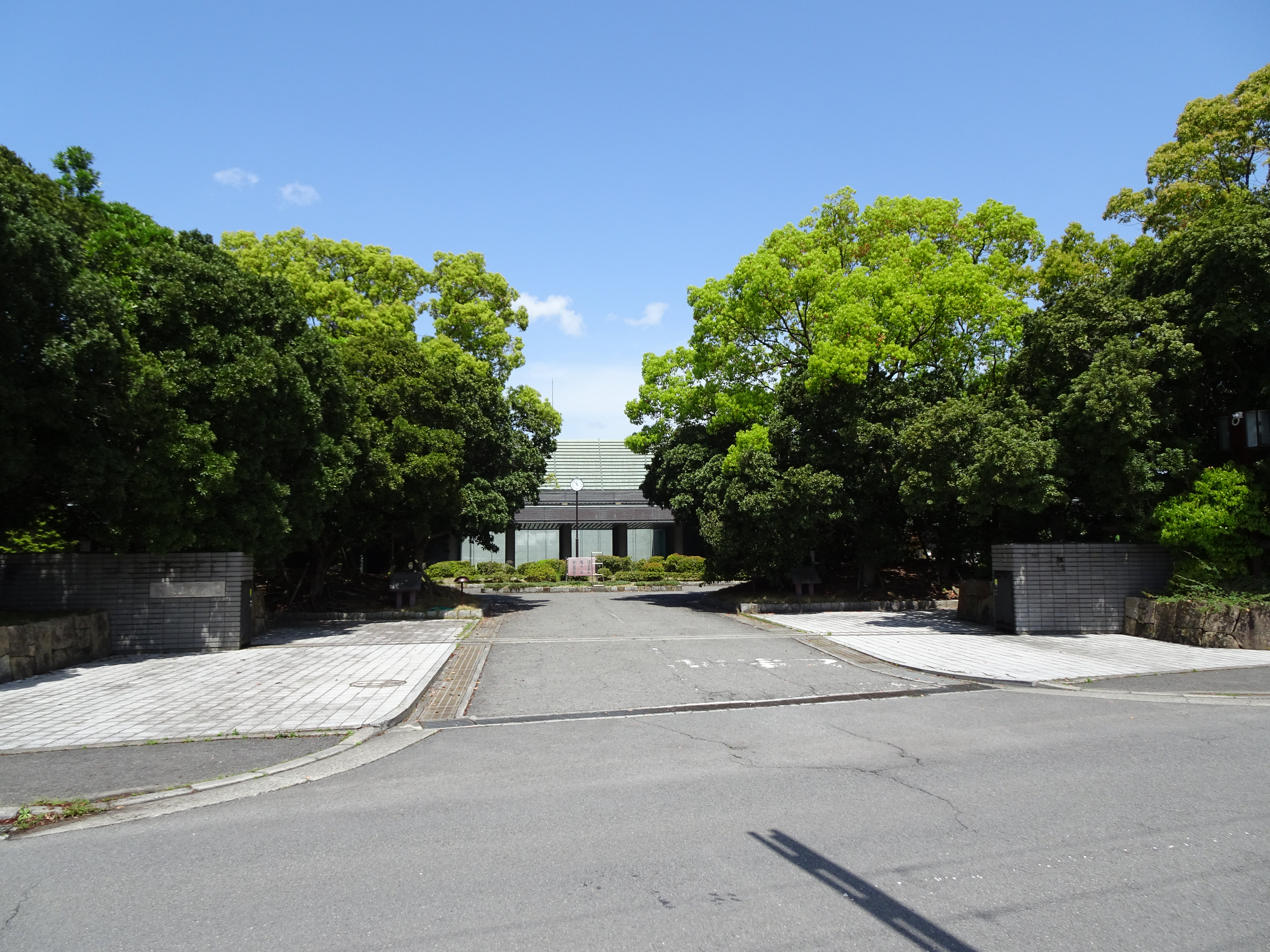
和歌山市斎場 - 和歌山市
- 海南市下津斎場 - 海南市役所
- 五色台広域施設組合 - 紀美野町、海南市、紀の川市
- 打田火葬場 - 紀の川市
- 粉河火葬場 - 紀の川市
- 桃山火葬場 - 紀の川市
- 岩出市火葬場 - 岩出市
- 橋本斎場 - 橋本市
- 高野口斎場 - 橋本市
- かつらぎ斎場 - かつらぎ町
- 高野町斎場 - 高野町
- 湯浅斎場 - 湯浅町
- 有田聖苑事務組合 - 有田聖苑事務組合
- 有田川町清水斎場 - 有田川町
- 御坊市斎場 - 御坊市役所
- 美浜町斎場 - 美浜町役場
- 日高町斎場 - 日高町役場
- 由良斎場 - 由良町役場
- 印南町斎場 - 印南町役場
- 川辺斎場 - 日高川町役場
- 中津・美山斎場 - 日高川町役場
- すさみ町火葬場 - すさみ町役場
- みなべ町斎場 - みなべ町
- 田辺市斎場 - 田辺市役所
- 白浜町斎場 - 白浜町
- 日置川斎場 - 白浜町
- 串本町火葬場 - 串本町役場
- 古座町斎場 - 串本町役場
- 清浄苑 - 紀南環境衛生施設事務組合
- 那智勝浦町斎場 - 那智勝浦町

- 和歌山市斎場

## 鳥取県
- 因幡霊場 - 鳥取県東部広域行政管理組合
- 桜の苑 - 鳥取県西部広域行政管理組合
- 摩瑠山斎場 - 鳥取中部ふるさと広域連合
- 智頭町営火葬場 - 智頭町
- 琴浦町営斎場 - 琴浦町

## 島根県
- 松江市斎場 - 松江市
- 独松山霊苑 - 安来市
- 三刀屋斎場 - 雲南市・飯南町事務組合
- 仁多斎場 - 奥出雲町
- 飯南町火葬場 - 飯南町
- 出雲斎場 - 出雲市役所
- 湖西斎場 - 出雲市役所
- 大田葬祭場 - 大田市役所
- 温泉津葬祭場 - 大田市役所
- 仁摩葬祭場 - 大田市役所
- 美郷町・川本町斎場（眺江苑） - 美郷町役場
- 美郷町大和斎場 - 美郷町役場
- 邑南町斎場（やすらぎ苑） - 邑南町役場
- 邑南町斎場（紫光苑） - 邑南町役場
- 邑南町火葬場 - 邑南町役場
- 江津市火葬場 - 江津市役所
- 清光苑 - 江津市役所
- 浜田市火葬場 - 浜田市役所
- 浜田市旭火葬場 - 浜田市役所
- 浜田市弥栄火葬場 - 浜田市役所
- 浜田市三隅火葬場 - 浜田市役所
- 益田市斎場「松聖苑」 - 益田市
- 津和野町斎場 - 津和野町役場
- 吉賀町斎場 - 吉賀町
- 西ノ島町斎場 - 西ノ島町役場
- 海士町斎場 - 海士町役場
- 島後斎場　愁霊苑 - 隠岐の島町役場
- 玉井斎場 - 玉井斎場管理組合

## 岡山県
- 岡山市東山斎場 - 岡山市役所
- 岡山市西大寺斎場 - 岡山市役所
- 倉敷市中央斎場 - 倉敷市役所
- 倉敷市児島斎場 - 倉敷市役所
- 倉敷市玉島斎場 - 倉敷市役所
- 倉敷市真備斎場 - 倉敷市役所
- 津山市総合斎場 - 津山市役所
- 津山市加茂町斎場 - 津山市役所
- 玉野市斎場 - 玉野市役所
- 井笠広域斎場 - 岡山県西部衛生施設組合
- 総社市営斎場 - 総社市
- 高梁市斎場 - 高梁市役所
- 高梁市成羽火葬場 - 高梁市役所
- 新見市営斎場「明月苑」 - 新見市役所
- 備前斎場 - 備前市役所
- 日生斎場 - 備前市役所
- 瀬戸内市営火葬場 - 瀬戸内市役所
- 真庭火葬場 - 真庭市役所
- 真庭北部火葬場 - 真庭市役所
- 美作火葬場 - 美作市役所
- 勝田火葬場 - 美作市役所
- 作東レインボーホール - 美作市役所
- 大原斎場 - 美作市役所
- 和気北部衛生施設組合営火葬場 - 和気北部衛生施設組合
- 早島町斎場 - 早島町
- 真庭美新火葬場 - 真庭市役所
- 勝央町営長尾山斎場 - 勝央町
- 柵原斎場 - 柵原、吉井、英田火葬場施設組合
- 美咲町営火葬場 - 美咲町役場
- 吉備中央町火葬場 - 吉備中央町役場

## 広島県
- 広島市永安館 - 広島市
- 広島市可部火葬場 - 広島市
- 広島市湯来火葬場 - 広島市
- 広島市五日市火葬場 - 広島市
- 広島市西風館 - 広島市
- 呉市斎場 - 呉市
- 下蒲刈火葬場 - 呉市
- 川尻火葬場 - 呉市
- 蒲刈火葬場 - 呉市
- 安浦火葬場 - 呉市
- 極楽苑 - 呉市
- 斎島火葬場 - 呉市
- 豊火葬場 - 呉市
- 福山市中央斎場 - 福山市
- 福山市西部斎場 - 福山市
- 福山市山野斎場 - 福山市
- 福山市走島斎場 - 福山市
- 福山市内海斎場 - 福山市
- 福山市沼隈斎場 - 福山市
- 竹原市斎場 - 竹原市
- 鷺浦火葬場 - 三原市
- 三原市斎場 - 三原市
- 三原市本郷斎場 - 三原市
- 尾道市斎場 - 尾道市
- 尾道市御調斎場 - 尾道市
- 尾道市向島斎場 - 尾道市
- 尾道市因島斎場 - 尾道市
- 尾道市瀬戸田斎場 - 尾道市
- 尾道市百島火葬場 - 尾道市
- 府中・新市斎場やすらぎ苑 - 府中市
- 上下斎場翁苑 - 府中市
- 三次市三次斎場 - 三次市
- 三次市甲奴斎場紅梅苑 - 三次市
- 三次市君田斎場やすらぎ苑 - 三次市
- 三次市布野斎場 - 三次市
- 三次市作木斎場大乗苑 - 三次市
- 三次市吉舎斎場 - 三次市
- 三次市三良坂斎場 - 三次市
- 三次市三和斎場 - 三次市
- 庄原市斎場 - 庄原市
- 庄原市西城斎苑 - 庄原市
- 庄原市東城斎場（平安の森） - 庄原市
- 庄原市口和斎場 - 庄原市
- 庄原市高野斎場 - 庄原市
- 庄原市比和斎場 - 庄原市
- 庄原市総領斎場 - 庄原市
- 大竹市斎場 - 大竹市
- ひがしひろしま聖苑 - 東広島市
- 黒瀬斎場 - 東広島市
- 豊浄苑 - 東広島市
- 河内斎場 - 東広島市
- 安芸津斎場 - 東広島市
- 廿日市市火葬場霊峯苑 - 廿日市市
- 廿日市市火葬場西浄苑 - 廿日市市
- 流雲閣 - 安芸高田市
- 蓬莱苑 - 安芸高田市
- 甲田火葬場 - 安芸高田市
- 江田島市葬斎センター - 江田島市
- 加計天竺苑 - 安芸太田町
- 戸河内火葬場 - 安芸太田町
- 筒賀火葬場 - 安芸太田町
- 北広島町火葬場慈光苑 - 北広島町
- 北広島町火葬場浄寿苑 - 北広島町
- 北広島町火葬場光寿苑 - 北広島町
- 大崎上島町火葬場（大峰苑） - 大崎上島町
- 火葬場「やすらぎ苑」 - 世羅三原斎場組合
- 火葬場「西和苑」 - 世羅三原斎場組合
- 神石高原町斎場やすらぎ苑 - 神石高原町

## 山口県
- 大谷斎場 - 下関市
- 豊田火葬場 - 下関市
- 豊浦斎場 - 下関市
- 豊北斎場 - 下関市
- 岩国市岩国市斎場 - 岩国市
- 和木町斎場 - 和木町
- 岩国市ゆうらく苑 - 岩国市
- 岩国市玖珂斎場 - 岩国市
- 岩国市周東斎場 - 岩国市
- 岩国市錦町斎場 - 岩国市
- 岩国市美川斎場 - 岩国市
- 岩国市美和斎場 - 岩国市
- 久賀火葬場 - 周防大島町
- 大島火葬場 - 周防大島町
- 橘斎場 - 周防大島町
- 柳井市大畠斎場 - 柳井市（2023年3月廃止[1]）
- 上関町室津斎場 - 上関町
- 上関町祝島火葬場 - 上関町
- 柳井市斎苑 - 柳井市
- 田布施・平生合同斎苑 - 熊南総合事務組合
- 御屋敷山斎場 - 周南地区衛生施設組合
- 周南市新南陽斎場 - 周南市
- 周南市鹿野斎場 - 周南市
- 周南市大津島火葬場 - 周南市
- 防府市斎場 - 防府市
- 山口市嘉川斎場 - 山口市
- 山口市仁保斎場 - 山口市
- 山口市徳地斎場 - 山口市
- 阿東町営火葬場 - 阿東町
- 宇部市火葬場 - 宇部市
- 美祢市斎場ゆうすげ苑 - 美祢市
- 山陽小野田市小野田斎場 - 山陽小野田市
- 山陽小野田市山陽斎場 - 山陽小野田市
- 船窪山斎場 - 美祢郡環境衛生組合
- 長門市長門斎場 - 長門市
- 長門市三隅斎場 - 長門市
- 長門市日置斎場 - 長門市
- 長門市油谷斎場 - 長門市
- 見島火葬場 - 萩市
- 大島火葬場 - 萩市
- 田万川火葬場 - 萩市
- 須佐火葬場 - 萩市
- 萩やすらぎ苑斎場 - 萩市

## 徳島県
- 徳島市立葬斎場 - 徳島市
- 徳島行道株式会社 - 徳島行道株式会社
- 鳴門市火葬場 - 鳴門市
- 小松島市葬斎場 - 小松島市
- 阿南市葬斎場 - 阿南市
- 吉野川市斎場 - 吉野川市
- 阿北火葬場 - 阿北火葬場管理組合
- 美馬市葬斎場 - 美馬市
- 池田火葬場 - 三好市
- 祖谷火葬場 - 三好市
- 美波町日和佐斎場 - 美波町
- 美波町由岐斎場 - 美波町
- 牟岐斎場 - 牟岐町
- 那佐葬場 - 海陽町
- 宍喰斎場 - 海陽町
- 美馬西部共立火葬場 - 美馬西部共立火葬場組合
- 三好東部火葬場 - 三好東部火葬場管理組合

## 香川県
- 高松市斎場公園 - 高松市役所
- 高松市牟礼斎場 - 高松市役所
- 高松市庵治斎場 - 高松市役所
- 高松市やすらぎ苑 - 高松市役所
- 丸亀市桜谷聖苑 - 丸亀市役所
- 本島火葬場 - 本島火葬場運営協議会
- 坂出市営田尾火葬場 - 坂出市役所
- 善通寺市斎場 - 善通寺市役所
- 観音寺市伊吹火葬場 - 観音寺市役所
- 観音寺市三本松火葬場 - 観音寺市役所
- 観音寺市大野原火葬場 - 観音寺市役所
- 観音寺市豊浜火葬場 - 観音寺市役所
- さぬき市斎場 - さぬき市役所
- 東かがわ市大内斎苑 - 東かがわ市役所
- 東かがわ市白鳥斎苑 - 東かがわ市役所
- 三豊市高瀬火葬場 - 三豊市
- 三豊市山本財田斎場 - 三豊市役所
- 三豊市七宝斎苑 - 三豊市役所
- 三豊市豊中斎場 - 三豊市役所
- 三豊市香田火葬場 - 三豊市役所
- 土庄町斎場 - 土庄町役場
- 豊島斎場 - 土庄町役場
- 小豆島町池田斎場 - 小豆島町役場
- 小豆島町内海斎苑 - 小豆島町役場
- 小豆島町吉田斎場 - 小豆島町役場
- 三木・長尾葬祭組合葬斎場しずかの里 - 三木・長尾葬祭組合(三木町及びさぬき市長尾地区)
- 直島町営火葬場 - 直島町役場
- 宇多津町火葬場 - 宇多津町役場
- 綾川斎苑 - 綾川町役場
- 琴平町斎場 - 琴平町役場
- 多度津町火葬場 - 多度津町役場
- まんのう町火葬場 - まんのう町役場

## 愛媛県

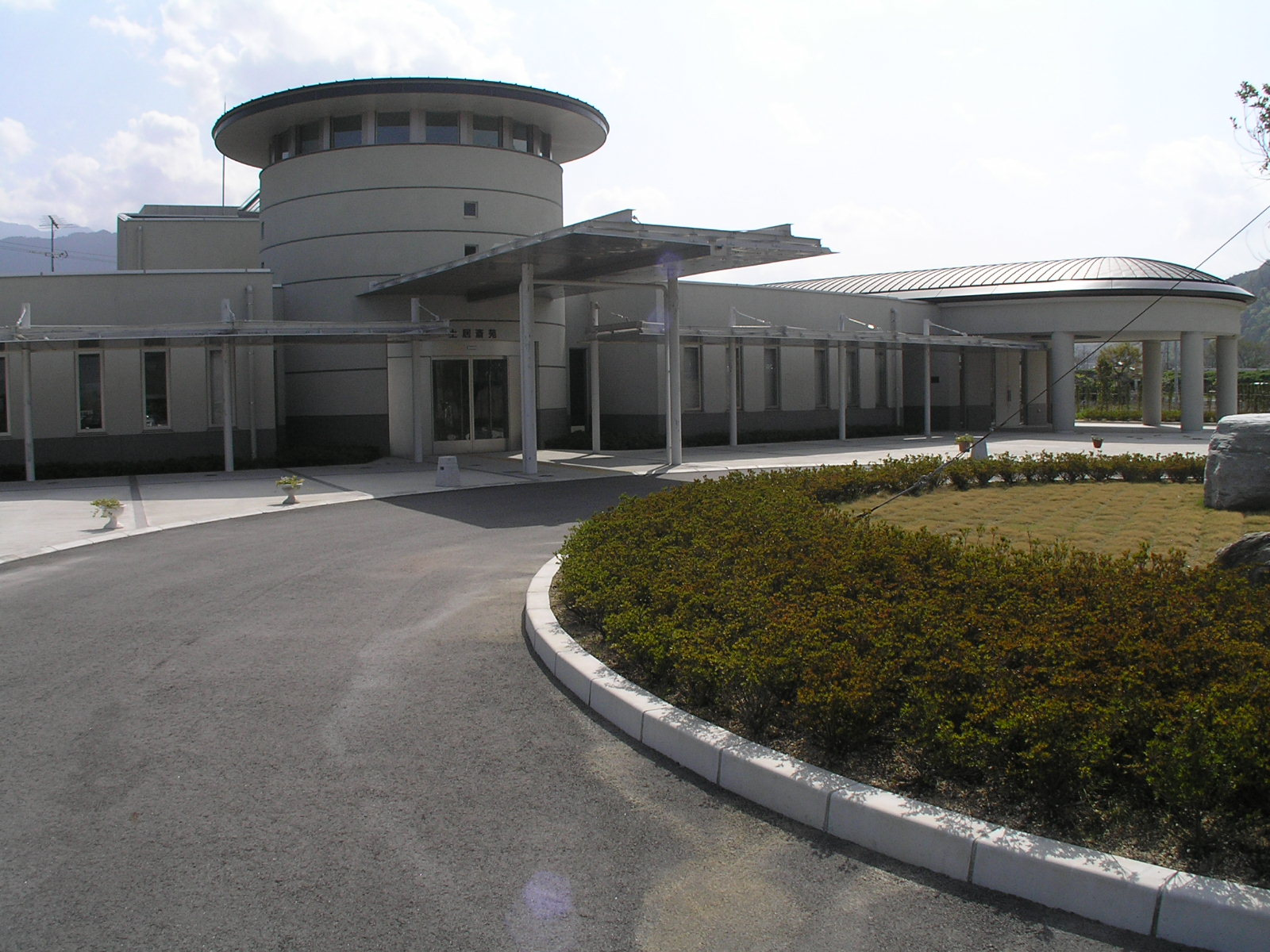
土居斎苑

- 松山市斎場 - 松山市
- 松山市北条斎場貴船苑 - 松山市
- 神浦火葬場 - 松山市
- 睦月火葬場 - 松山市
- 野忽那火葬場 - 松山市
- 寺田斎場 - (株)寺田商店
- 川之江斎苑 - 四国中央市役所
- 広見斎場 - 宇和島地区広域事務組合
- 伊予三島斎場 - 四国中央市役所
- 土居斎苑 - 四国中央市役所
- 新宮火葬場 - 四国中央市役所
- 新居浜市斎場 - 新居浜市役所
- やすらぎ苑 - 西条市役所
- 燧風苑 - 今治市役所
- ふじさき苑 - 今治市役所
- 伯方斎場 - 今治市役所
- 大翔苑 - 今治市役所
- 岡村火葬場 - 今治市役所
- 小大下火葬場 - 今治市役所
- 大下火葬場 - 今治市役所
- 弓削斎場 - 上島町
- 生名火葬場 - 上島町
- 岩城火葬場 - 上島町
- 魚島火葬場 - 上島町
- 高井神火葬場 - 上島町
- 久万高原町立斎場 - 久万高原町
- 聖浄苑 - 伊予消防等事務組合
- 東温市斎場桜花苑 - 東温市
- 八幡浜火葬場 - 八幡浜市役所
- 大洲肱陵苑 - 大洲市役所
- 大洲市長浜火葬場 - 大洲市役所
- 大洲市肱川静浄苑 - 大洲市役所
- 大洲市河辺静霊苑 - 大洲市役所
- 光浄苑 - 西予市役所
- 西予市城川帰楽苑 - 西予市役所
- 西予市三瓶清流苑 - 西予市役所
- 西予市野村浄香苑 - 西予市役所
- 伊方斎場 - 伊方町役場
- 瀬戸斎場 - 伊方町役場
- 三崎斎場 - 伊方町役場
- 内子町火葬場 - 内子町役場
- 内子町斎場藤華苑 - 内子町役場
- 静愁苑 - 宇和島市役所
- 津島町火葬場 - 宇和島市役所
- 吉田斎場 - 宇和島市役所
- 愛南町御荘霊苑 - 愛南町役場
- 日吉斎場 - 鬼北町

- 土居斎苑

## 高知県
- 高知市斎場 - 高知市役所
- 土佐清水市斎場 - 土佐清水市
- 宿毛市斎場 - 宿毛市役所
- 幡多中央斎場 - 四万十市・黒潮町
- 四万十町斎場 - 四万十町
- 中土佐町斎場 - 中土佐町
- やすらぎの丘須崎斎場 - 高幡広域市町村圏事務組合
- 高吾苑 - 高吾北広域町村事務組合
- 嶺北斎苑 - 嶺北広域行政事務組合
- 香南斎場やすらぎ苑 - 香南斎場組合
- 安芸市火葬場 - 安芸市役所
- 奈半利火葬場 - 奈半利町
- 室戸市火葬場 - 室戸市
- 東洋町斎場 - 東洋町

## 福岡県
- 北九州市立東部斎場 - 北九州市役所
- 北九州市立西部斎場 - 北九州市役所
- 福岡市葬祭場 - 福岡市役所
- 福岡市玄界島火葬場 - 福岡市役所
- 大牟田市葬斎場 - 大牟田市
- 太宰府北寿苑 - 大野城太宰府環境施設組合　※平成20年度末で廃止
- 筑慈苑 - 筑慈苑施設組合　※平成21年頃設置者名称変更
- 那珂川市葬祭場華石苑 - 那珂川市
- 北筑昇華苑 - 北筑衛生施設組合　※平成20年9月名称変更
- 相島火葬場 - 新宮町
- 浄楽苑宗像斎場 - 宗像市
- 宗像市大島火葬場 - 宗像市
- 香華園 - 甘木・朝倉広域市町村圏事務組合
- 朝倉市営火葬場梅香苑 - 朝倉市
- 糸島斎場 - 糸島地区消防厚生施設組合
- 天生園 - 遠賀・中間地域広域行政事務組合
- 直方市火葬場天翔館 - 直方市
- 鞍手町営葬斎場 - 鞍手町
- 宮若市火葬場桜華苑 - 宮若市
- 飯塚市斎場 - 飯塚市
- 嘉麻斎場 - 嘉麻市
- 筑穂園 - 飯塚市・桂川町衛生施設組合
- 田川地区斎場 - 田川地区斎場組合
- 久留米市斎場 - 久留米市
- 小郡市葬祭施設河北苑 - 小郡市
- 大川市斎場 - 大川市
- やすらぎ苑 - 大木町
- 浄光苑 - うきは市
- 霊峰苑 - うきは久留米環境施設組合
- 八女市上陽斎場 - 八女市
- 八女西部斎場東原園 - 八女西部広域事務組合
- 瀬高葬斎場 - みやま市　※令和3年　有峰苑みやま柳川と合併統合し新設移転
- 有峰苑みやま柳川 - 有明広域葬斎施設組合　※令和3年新設移転
- 若山斎場 - 黒木町
- 星野村営火葬場 - 星野村
- 矢部村斎場 - 矢部村
- 行橋市営火葬場やすらぎ苑 - 行橋市
- 豊前市斎場 - 豊前市
- かんだ苑 - 苅田町
- 築上町火葬場 - 築上町
- 築上東部火葬場 - 吉富町外1町環境衛生事務組合
- みやこ町犀川葬斎場 - みやこ町
- みやこ町勝山火葬場 - みやこ町
- みやこ町豊津火葬場 - みやこ町

## 佐賀県
- つくし斎場 - 佐賀市
- 大平山斎苑 - 唐津市役所
- 浜玉斎場さくら苑 - 唐津市役所
- 相知厳木斎場 - 唐津市役所
- 肥前斎場 - 唐津市役所
- 呼子町霊葬場 - 唐津市役所
- 鳥栖市斎場 - 鳥栖市
- 天山斎場 - 天山地区共同斎場組合
- やすらぎ斎苑 - 伊万里・有田地区衛生組合
- 東与賀火葬場 - 東与賀町
- 川副町葬祭公園 - 川副町役場
- 基山町葬祭公園 - 基山町役場
- しらさぎ苑 - 三養基西部葬祭組合（みやき町,上峰町）
- 杵藤葬斎公園 - 杵藤地区広域市町村圏組合
- 太良町営火葬場 - 太良町

## 長崎県
- 長崎市もみじ谷葬斎場 - 長崎市
- 長崎市高島火葬場 - 長崎市
- 長崎市池島火葬場 - 長崎市
- 佐世保市西部芳世苑 - 佐世保市役所
- 佐世保市東部芳世苑 - 佐世保市役所
- 佐世保市宇久やすらぎ苑 - 佐世保市役所
- しまばら斎場 - 島原市役所
- 旅たちの里小ヶ倉斎苑 - 諫早市役所
- 鹿ノ塔斎場 - 諫早市役所
- 大村市斎場 - 大村市役所
- 平戸斎場 - 平戸市役所
- 生月町人形石斎場 - 平戸市役所生月支所
- 大島村火葬場やすらぎ苑 - 平戸市役所大島支所
- 松浦地区火葬場組合 - 松浦地区火葬場組合
- 松浦市福島火葬場 - 松浦市役所
- 対馬市斎場「つつじの苑」 - 対馬市役所
- 対馬市斎場「霊光苑」 - 対馬市役所
- 対馬市斎場「峰浄苑」 - 対馬市役所
- 対馬市斎場「浄心苑」 - 対馬市役所
- 対馬市斎場「清華苑」 - 対馬市役所
- 壱岐市葬斎場 - 壱岐市
- やすらぎ苑 - 五島市役所
- 浄富苑 - 五島市役所
- 奈留葬斎場 - 五島市役所
- 西海市西海斎場 - 西海市役所
- 西海市大瀬戸斎場 - 西海市役所
- 丸尾斎苑 - 雲仙市役所
- 瑞穂斎苑 - 雲仙市役所
- やすらぎ苑 - 南島原市
- 桜苑 - 南島原市
- 川棚斎場 - 東彼地区保健福祉組合
- 小値賀町葬斎場 - 小値賀町役場
- 若松火葬場 - 新上五島町
- 上五島火葬場 - 新上五島町
- 新魚目火葬場 - 新上五島町
- 有川火葬場 - 新上五島町
- 奈良尾火葬場 - 新上五島町

## 熊本県
- 熊本市斎場 - 熊本市
- 荒尾市斎場 - 荒尾市
- 玉名斎場 - 有明広域行政事務組合
- 和水町斎場 - 和水町
- せきすい斎苑 - 南関町、和水町
- 長洲斎苑 - 長洲町
- 薄尾斎場 - 山鹿市
- 植木町火葬場 - 植木町
- 菊池広域連合菊池火葬場 - 菊池広域連合
- 菊池広域連合大津斎場 - 菊池広域連合
- 阿蘇広域行政事務組合阿蘇中部斎場 - 阿蘇広域行政事務組合
- 阿蘇広域行政事務組合阿蘇北部斎場 - 阿蘇広域行政事務組合
- 阿蘇広域行政事務組合南阿蘇霊照苑 - 阿蘇広域行政事務組合
- 御船町甲佐町衛生施設組合火葬場妙見苑 - 御船町甲佐町衛生施設組合
- 益城、嘉島、西原環境衛生施設組合益城斎場 - 益城、嘉島、西原環境衛生施設組合
- 清和天昇苑 - 山都町
- 龍燈苑火葬場 - 宇城広域火葬場組合
- 寂静の里 - 下益城火葬場組合
- 八代市斎場 - 八代市
- 八代生活環境事務組合斎場 - 八代生活環境事務組合
- 水俣芦北法域火葬場ななうら苑 - 水俣芦北広域行政事務組合
- 人吉球磨広域行政組合人吉葬斎場 - 人吉球磨広域行政組合
- 人吉球磨広域行政組合免田葬祭場（天翔苑） - 人吉球磨広域行政組合
- 人吉球磨広域行政組合多良木火葬場（霊雲苑） - 人吉球磨広域行政組合
- 人吉球磨広域行政組合水上葬斎場（菩提苑） - 人吉球磨広域行政組合
- 上天草市立斎場 - 上天草市
- 天草市営天草本渡斎場 - 天草市
- 天草市営牛深斎場 - 天草市
- 天草市営御所浦火葬場 - 天草市
- 天草市営天草火葬場 - 天草市
- 苓北町斎場 - 苓北町

## 大分県
- 大分市葬斎場 - 大分市役所
- 大分市佐賀関火葬場 - 大分市役所
- 風の丘葬斎場 - 中津市役所
- 本耶馬渓町火葬場 - 中津市役所
- 清浄苑 - 中津市役所
- 常光苑 - 中津市役所
- 日田市葬斎場 - 日田市
- 佐伯市火葬場「紫翠苑」 - 佐伯市役所
- 佐伯市上浦火葬場 - 佐伯市役所
- 佐伯市弥生火葬場「弥照園」 - 佐伯市役所
- 佐伯市本匠火葬場 - 佐伯市役所
- 佐伯市宇目火葬場「豊楽苑」 - 佐伯市役所
- 佐伯市直川火葬場 - 佐伯市役所
- 佐伯市鶴見火葬場 - 佐伯市役所
- 佐伯市米水津火葬場 - 佐伯市役所
- 佐伯市蒲江火葬場「花明苑」 - 佐伯市役所
- 臼津葬斎場 - 臼津広域連合
- 保戸島火葬場 - 津久見市
- 竹田市葬祭場　浄光園 - 竹田市
- 千部火葬場 - 豊後高田市役所
- 真玉火葬場 - 豊後高田市役所
- 香々地火葬場 - 豊後高田市役所
- 四日市火葬場 - 宇佐市
- 長洲火葬場 - 宇佐市
- やすらぎの里 - 宇佐市
- 宇佐市葬斎場やすらぎの里 - 宇佐市
- 豊後大野市三重葬斎場 - 豊後大野市役所
- 豊後大野市大野葬斎場 - 豊後大野市役所
- 由布市営火葬場「雲浄苑」 - 由布市
- 由布市営火葬場「望岳苑」 - 由布市
- 国東市葬斎場 - 国東市役所
- 姫島村火葬場 - 姫島村役場
- 秋草葬斎場 - 別杵速見地域広域市町村圏事務組合（別府市・杵築市・日出町）
- 玖珠共同葬斎場 - 日田玖珠広域行政事務組合

## 宮崎県
- 宮崎市葬祭センター - 宮崎市役所
- 都城市斎場 - 都城市役所
- 日南地区葬祭場 - 日南地区衛生センター管理組合
- 西諸広域葬祭センター - 西諸広域行政事務組合
- 串間市葬斎場 - 串間市役所
- 東諸葬祭場 - 国富町
- 西都児湯斎場 - 西都児湯環境整備事務組合
- 西米良村火葬場 - 西米良村
- 都農川南葬斎センター - 都農町役場
- 日向地区斎場東郷霊苑 - 日向東臼杵南部広域連合
- 延岡市火葬場　悠久苑 - 延岡市役所
- 西臼杵斎場 - 西臼杵郡衛生組合

## 鹿児島県
- 鹿児島市北部斎場 - 鹿児島市役所
- 鹿児島市南部斎場 - 鹿児島市役所
- 指宿火葬場天翔の里 - 指宿市
- 指宿市山川火葬場 - 指宿市
- 頴娃町浄楽苑 - 頴娃町
- 川辺町火葬場 - 川辺町
- 薩摩川内市川内葬斎場やすらぎ苑 - 薩摩川内市
- 薩摩川内市上甑島葬斎場 - 薩摩川内市
- 薩摩川内市下甑葬斎場 - 薩摩川内市
- 薩摩川内市鹿島葬斎場 - 薩摩川内市
- さつま町やすらぎ苑 - さつま町
- 阿久根市葬斎場沸石の里 - 阿久根市
- 出水市慈光苑 - 出水市
- 出水市じょうらく苑 - 出水市
- 出水市高尾野斎場 - 出水市
- 霧島市国分共同斎場 - 霧島市
- 曽於市斎苑 - 曽於市
- 垂水市火葬場 - 垂水市
- 西之表斎苑 - 西之表市
- 奄美市斎場 - 奄美市
- 瀬戸内町営火葬場 - 瀬戸内町
- 喜界町斎場 - 喜界町
- 昇龍苑 - 与論町
- 枕崎共同斎場 - 枕崎地区衛生管理組合
- 薩南衛生処理組合火葬場 - 薩南衛生処理組合
- 西薩火葬場 - 西薩火葬場組合
- 不知火苑 - 長島町
- 伊佐北姶良火葬場 - 伊佐北姶良火葬場管理組合
- 西姶良斎場 - 姶良郡西部衛生処理組合
- 曽於南部厚生事務組合紫雲園 - 曽於南部厚生事務組合
- 大隅中部火葬場組合火葬場きもつき苑 - 大隅中部火葬場組合
- 中南広域斎苑 - 中南衛生管理組合
- 屋久島広域連合火葬場 - 屋久島広域連合
- 徳之島愛ランド広域連合火葬場 - 徳之島愛ランド広域連合
- 沖永良部火葬場 - 沖永良部衛生管理組合

## 沖縄県
- 大宜味火葬場 - 大宜味村
- 伊良部白鳥霊園 - 宮古島市
- 金武火葬場 - 金武町
- 沖縄葬斎場 - （株）沖善社
- 読谷火葬場 - 読谷村
- 石川葬祭場 - （財）石川葬祭場
- 伊江村立聖苑 - 伊江村
- 伊是名村火葬場 - 伊是名村
- 南大東村火葬場 - 南大東村
- 長楽苑 - 北大東村
- 白川葬斎場 - 真栄城和夫
- いなんせ斎苑 - 南部広域市町村圏事務組合
- 名護市葬斎場 - 名護市役所
- 具志川火葬場 - （財）具志川火葬場
- 南斎場 - 南部広域市町村圏事務組合
- 南城市玉城火葬場 - 南城市役所
- 久米島火葬場 - 久米島町
- 伊平屋村火葬場 - 伊平屋村
- 国頭村葬斎場緑聖苑 - 国頭村
- 今帰仁村営火葬場 - 今帰仁村
- 本部町火葬場 - 本部町
- 石垣市火葬場 - 石垣市